# Otterndorf

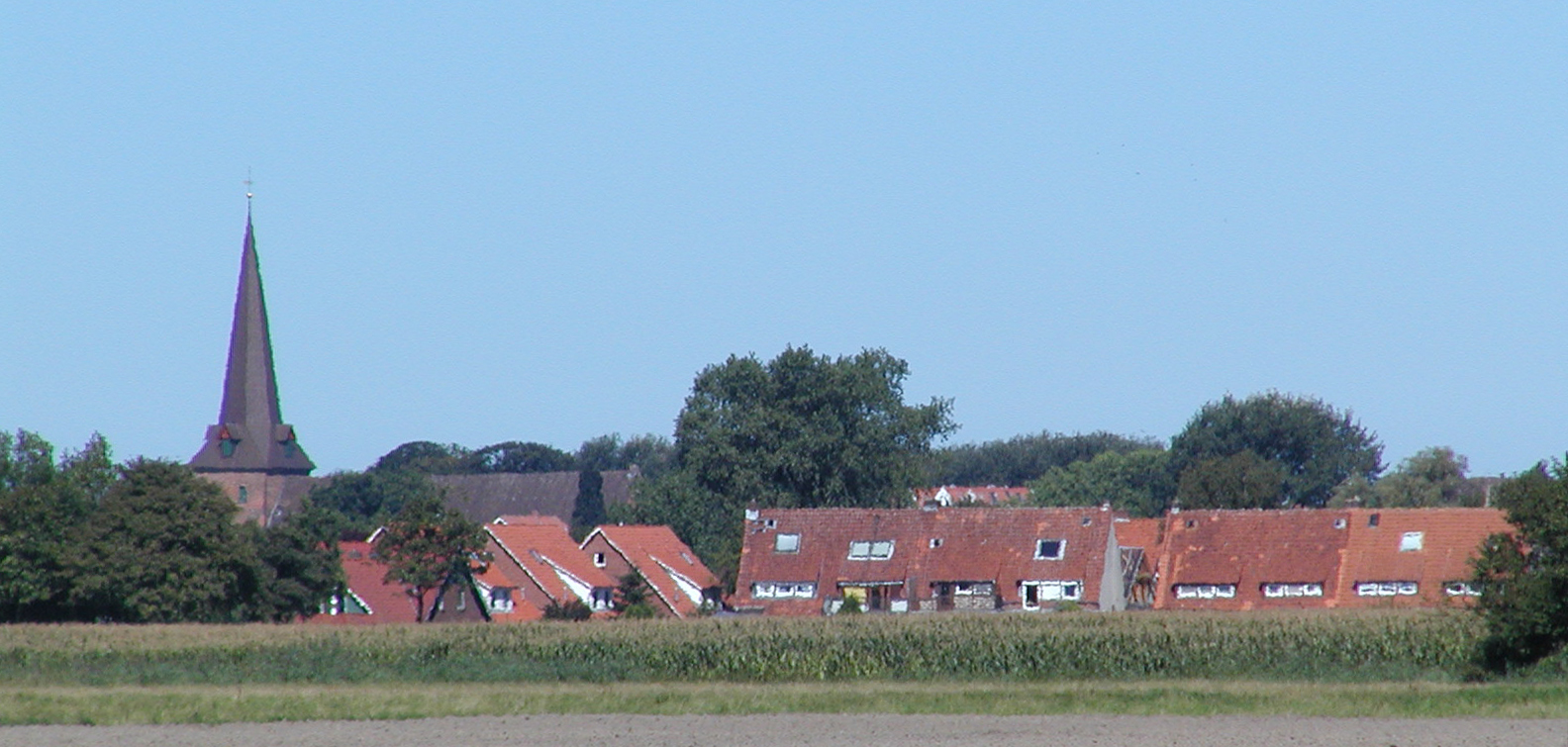
Blick aus Südost von Osterbruch kommend

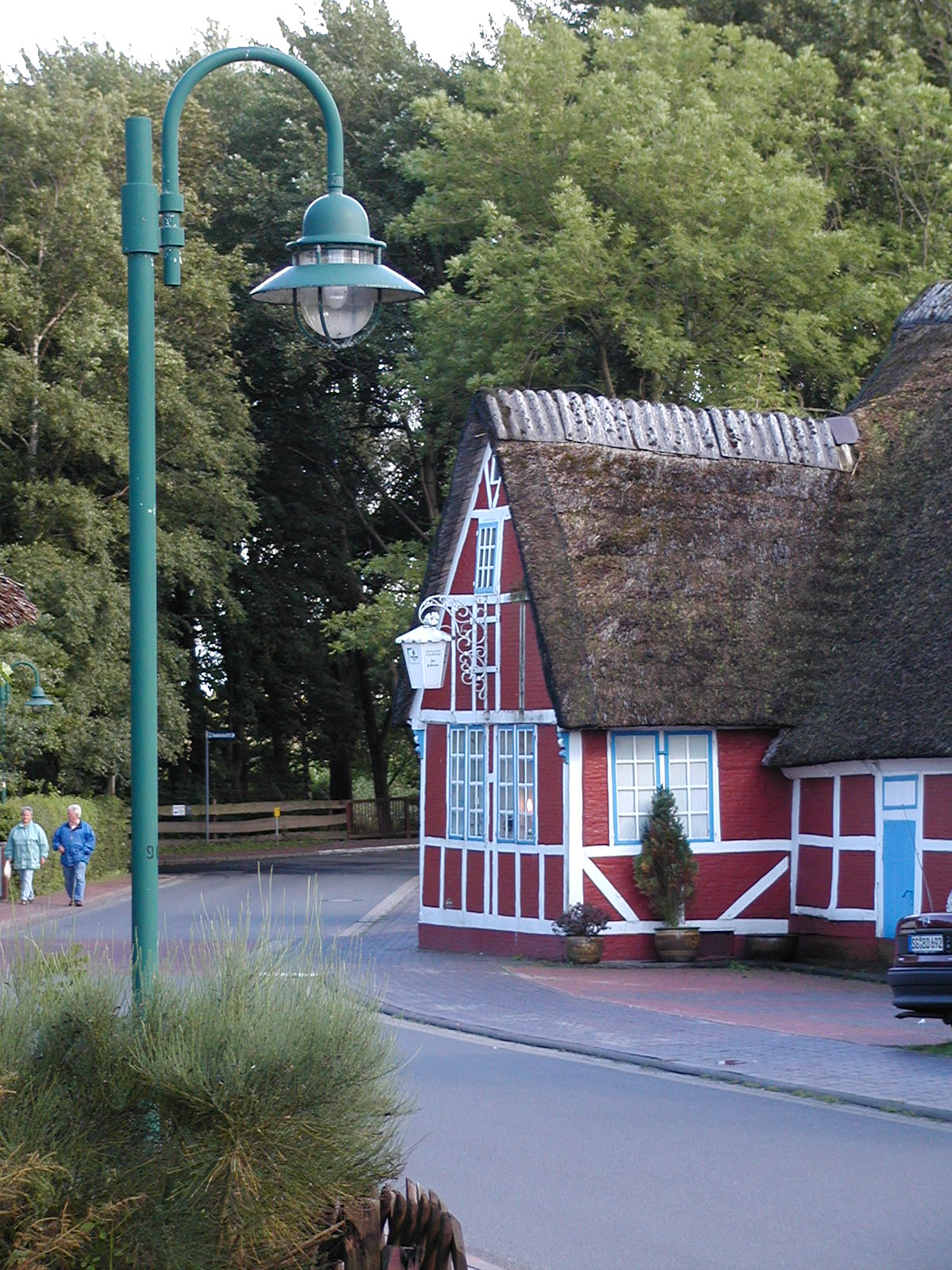
Leerstehendes Gasthaus an der Schleuse (2005)

Otterndorf (niederdeutsch Ot(t)erndörp) ist eine niedersächsische Kleinstadt – bis 1977 Kreisstadt des Landkreises Land Hadeln –, die sowohl an der Elbmündung als auch der hier in den Strom mündenden Medem sowie dem Elbe-Weser-Schifffahrtsweg liegt. Das Nordseebad Otterndorf gehört zur Samtgemeinde Land Hadeln und zum Landkreis Cuxhaven. Zu den besonderen Merkmalen zählt seine historische Fachwerk-Altstadt.

## Geografie

### Lage
Otterndorf liegt südlich der Niederelbe im Landkreis Cuxhaven in Niedersachsen als Teil des historischen Landstriches Land Hadeln im Elbe-Weser-Dreieck.

### Stadtgliederung
- Otterndorf (Hauptort)
- Osterende Otterndorf
- Westerende Otterndorf

### Nachbargemeinden
|                                 |                                             |            |
| Cuxhaven – Stadtteil Altenbruch | Kompassrose, die auf Nachbargemeinden zeigt | Belum      |
|                                 | Neuenkirchen                                | Osterbruch |

(Quelle:)

## Geschichte
Otterndorf entstand aus einer Wurtsiedlung. Die erste urkundliche Erwähnung Otterndorfs stammt von 1261, als „Godefridus, plebanus (Pfarrer) in Otterentorpe“ in einer Urkunde erwähnt wird. Otterndorf war der Hauptort des Landes Hadeln. 1400 erhielt es von seinem Landesherrn, dem Herzog Erich von Sachsen-Lauenburg, die Stadtrechte verliehen. Die erste Lateinschule ist seit dem 15. Jahrhundert nachweisbar. Von 1778 bis 1782 wirkte Johann Heinrich Voß als Rektor der Lateinschule. 1521 hatte der Prediger Gerhard zum ersten Mal die neue Lehre von Martin Luther in Otterndorf verkündet. Eine Verteidigungsanlage wurde 1615/16 angelegt und Mitte des 18. Jahrhunderts zu den Promenaden Süderwall und Norderwall umgewandelt.  1881 wurde die Stadt an das Eisenbahnnetz angeschlossen.

### NS-Zeit
Eine NSDAP-Ortsgruppe wurde in Otterndorf 1930 gegründet. Bei der Reichstagswahl März 1933 konnte die Partei 40,2 Prozent der Stimmen auf sich vereinigen. 1933, nach der Machtergreifung der Nationalsozialisten,   wurden vor dem  Rathaus die Fahnen des „alten Regimes“ verbrannt. Auf Kreisebene wurde das Berufsbeamtentum von „fremdrassigen, ungeeigneten und politisch unzuverlässigen Elementen gesäubert“. Die zu erwartende Verfolgung der verhältnismäßig kleinen jüdischen Minderheit wurde billigend in Kauf genommen. Die Rolle der Kreistage wurde bald bedeutungslos. Die gesamte Verantwortung lag beim Landrat. Der Arbeitsdienst wurde beim Deichbau und bei Entwässerungsmaßnahmen eingesetzt. Viele Bauernsöhne wurde im Zweiten Weltkrieg zum Wehrdienst eingezogen; die Höfe mussten von den Älteren und Frauen sowie durch Zwangsarbeiter und Kriegsgefangene bewirtschaftet werden. Nach den massiven Luftangriffen mussten auf dem Lande Unterkünfte für Tausende von Ausgebombten beschafft werden. 1945/46 sind die Flüchtlinge und Vertriebenen aus den deutschen Ostgebieten untergebracht worden.

### Nachkriegszeit
Mehrfach wurde Otterndorf von Sturmfluten und Deichdurchbrüchen betroffen, so durch die Weihnachtsflut 1717, die Sturmflut 1962 und erneut 1976. Mit der Auflösung des niedersächsischen Kreises Land Hadeln und seinem Aufgehen in dem neuen Landkreis Cuxhaven verlor Otterndorf 1977 den Kreissitz.

### Eingemeindungen
Am 1. August 1929 sind die zuvor selbständigen Gemeinden Osterende Otterndorf und Westerende Otterndorf in die Gemeinde Otterndorf eingemeindet worden.

### Einwohnerentwicklung
| Jahr | Einwohner | Quelle       |
| ---- | --------- | ------------ |
| 1910 | 1937 1    | [ 7 ]        |
| 1925 | 19020     | [ 8 ]        |
| 1933 | 38690     | [ 8 ]        |
| 1939 | 40620     | [ 8 ]        |
| 1950 | 71660     | [ 9 ] [ 10 ] |
| 1956 | 66950     | [ 9 ]        |
| 1961 | 5624 2    | [ 10 ]       |
| 1970 | 5363 3    | [ 10 ]       |
| 1973 | 62670     | [ 11 ]       |
| 1975 | 6106 4    | [ 12 ]       |

| Jahr | Einwohner | Quelle        |
| ---- | --------- | ------------- |
| 1980 | 6169 4    | [ 12 ]        |
| 1985 | 6338 4    | [ 12 ]        |
| 1990 | 6142 4    | [ 10 ] [ 12 ] |
| 1995 | 6244 4    | [ 10 ] [ 12 ] |
| 2000 | 6817 4    | [ 10 ] [ 12 ] |
| 2005 | 7102 4    | [ 10 ] [ 12 ] |
| 2010 | 7093 4    | [ 10 ] [ 12 ] |
| 2015 | 7230 4    | [ 12 ]        |
| 2018 | 7238 4    | [ 12 ]        |
| 2023 | 7538      |               |

Einwohnerentwicklung von Otterndorf von 1910 bis 2017 nach nebenstehender Tabelle

1 Angaben der 1929 eingemeindeten Orte: Osterende Otterndorf (= 1280 Einw.) und Westerende Otterndorf (= 997 Einw.)

2 Volkszählungsergebnis vom 6. Juni

3 Volkszählungsergebnis vom 27. Mai

4 jeweils zum 31. Dezember

## Politik

### Stadtrat
Der Rat der Stadt Otterndorf besteht aus 21 Ratsfrauen und Ratsherren. Dies ist die festgelegte Anzahl für die Mitgliedsgemeinde einer Samtgemeinde mit einer Einwohnerzahl zwischen 7001 und 8000 Einwohnern. Die Ratsmitglieder werden durch eine Kommunalwahl für jeweils fünf Jahre gewählt. Die aktuelle Amtszeit begann am 1. November 2021 und endet am 31. Oktober 2026.
Stimm- und sitzberechtigt im Stadtrat ist außerdem der ehrenamtliche Bürgermeister.
Die Kommunalwahl am 12. September 2021 führte zu folgendem Ergebnis (mit Vergleich zur Wahl 2016):
| Partei / Bewerberin | Stimmenanteil 2021 | Sitze 2021 | Stimmenanteil 2016 | Sitze 2016 |
| CDU                 | 38,28 %            | 8          | 42,77 %            | 9          |
| SPD                 | 35,03 %            | 8          | 45,05 %            | 9          |
| Grüne               | 10,69 %            | 2          | –                  | –          |
| FDP                 | 10,40 %            | 2          | 12,16 %            | 3          |
| Susann Rennebeck    | 4,60 %             | 1          | –                  | –          |
| Wahlbeteiligung     | 63,60 %            | 63,60 %    | 61,85 %            | 61,85 %    |

| Bürgermeister - seit 2021: Claus Johannßen (SPD) - 2016–2021: Thomas Bullwinkel (CDU) - 2011–2016: Claus Johannßen (SPD) - 1972–2011: Hermann Gerken (FDP) - 1950–1972: Carl Bortfeldt (DP dann CDU) - 1948–1950: Heinrich Himmelreich (SPD) - 1946–1948: Carl Bortfeldt (DP) - 1945–1946: Emil Dantzer (SPD) - 1942–1945: Carl Johannßen - 1936–1942: Adalbert Herwig (NSDAP) - 1933–1936: Albert Rodegerdts (NSDAP) - 1929–1933: Alfred Oest - 1903–1929: Wilhelm Haasemann - 1902–1903: August Billeb - 1901–1902: Ludolf Paysen - 1874–1901: Wilhelm Hüpeden | 0 - 1873–1874: Hesse - 1865–1873: Alexander Plato Sostmann - 1864–1865: Wilms - 1862–1864: Petersen - 1861–1862: Meyer - 1855–1861: Gustav Adolf Lindenhan - 1838–1855: Heinrich Friedrich Otto Henrici - 1806–1838: Johann Nicolaus Goetze - 1789–1806: Hinrich Matthias Goetzecke - 1781–1788: Hinrich Wilhelm Schmeelke - 1766–1781: Johann Hinrich Brütt - 1759–1766: Johann Jacob Mühlenhoff - 1727–1759: Sebastian Hackmann - 1723–1727: Otto Friedrich Vollhagen | Stadtdirektoren - seit 2021: Frank Thielebeule - 1995–2021: Harald Zahrte - 1986–1995: Wolfgang Vockel - 1979–1986: Wolfgang Schmitz - 1972–1979: Hans-Wilhelm Schroerschwarz - 1956–1972: Karl-Heinz Vogel - 1946–1956: Otto Prieß, (1902–1956) |  |

### Wappen

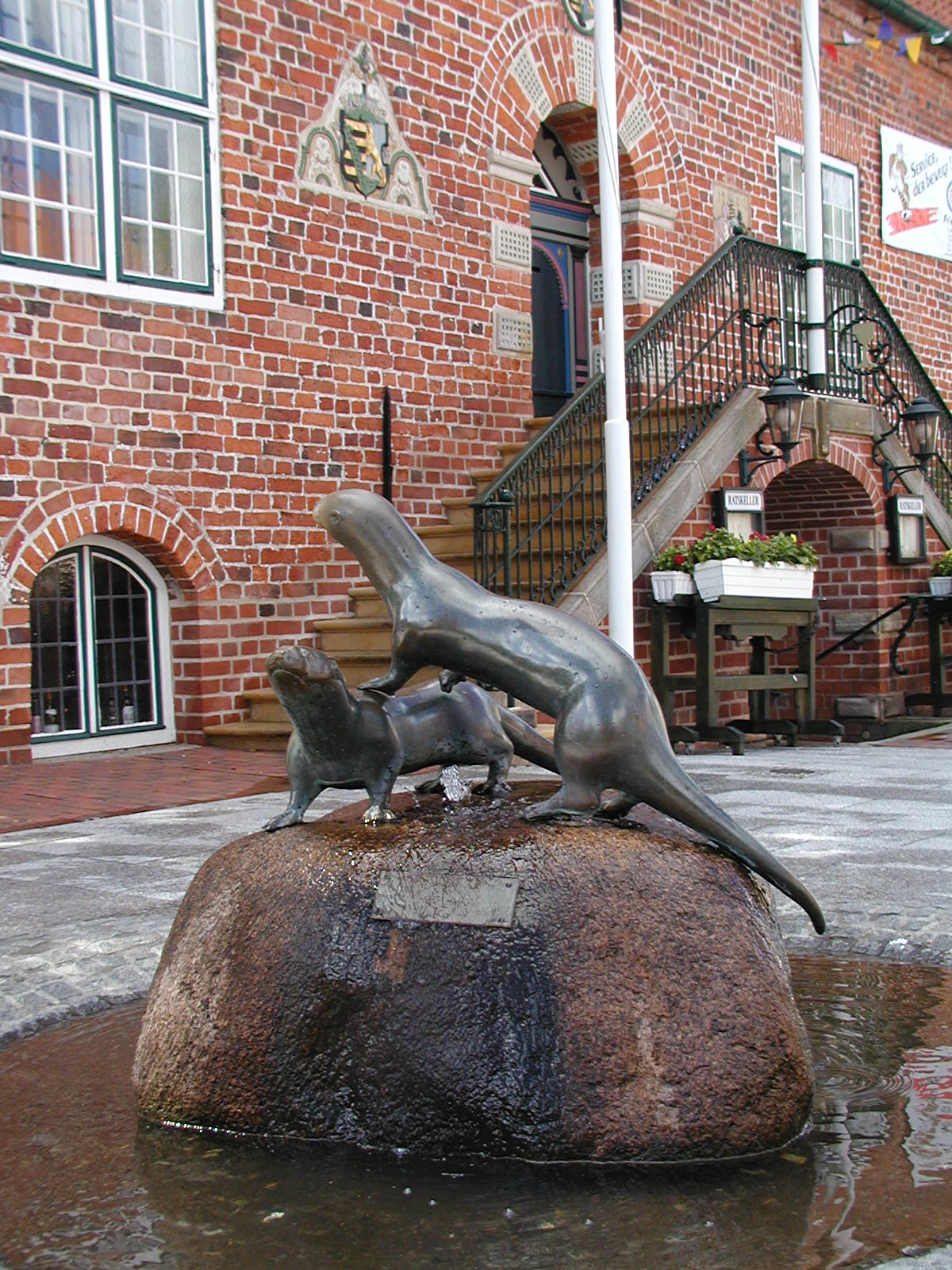
Skulptur Wappentier vor dem Rathaus

Der Urentwurf des Otterndorfer Kommunalwappens ist historisch. Es stammt höchstwahrscheinlich aus den Anfangsjahren des 15. Jahrhunderts, weil es einen Teil des herzoglichen Wappens enthält und weil das Land Hadeln schon seit 1407 jahrzehntelang an die Stadt Hamburg verpfändet war.
1948 erklärte sich das Niedersächsische Staatsarchiv mit dem aktuellen Wappen einverstanden. Den Entwurf dazu fertigte der Heraldiker und Wappenmaler Albert de Badrihaye, der zahlreiche Wappen im Landkreis Cuxhaven erschaffen hat. Das Wappen wurde mit der Hauptsatzung am 20. September 1955 vom Otterndorfer Rat beschlossen.

Blasonierung: Gespalten; vorn: neunmal geteilt von Schwarz und Gold, überdeckt mit einem schrägen und gebogenen grünen Rautenkranz; hinten: in Blau auf grünem Boden ein aufgerichteter goldener Fischotter.
Begründung: Der Balkenschild mit dem Rautenkranz ist das Wappen des historischen Stadtherrn, des Herzogs von Sachsen-Lauenburg. Der Fischotter versinnbildlicht als redendes Wappen den Ortsnamen. Das Stadtwappen geht auf das Bild in den Siegeln zurück, die nach der Stadtrechtsverleihung 1400 einsetzen. Zeitweise änderte sich die Reihenfolge der Schildhälften.

### Städtepartnerschaften
- Sheringham, Vereinigtes Königreich
- Penzlin, Mecklenburg-Vorpommern

## Kultur und Sehenswürdigkeiten

### Bauwerke (Auswahl)
- Wohnhaus Wallstraße 10 in Fachwerk von 1563, Straßengiebel von 1655
- Wohn- und Wirtschaftsgebäude Marktstraße 28, im Kern von 1606, teils in Fachwerk
- Wohnhaus Reichenstraße 2 von um 1640 (Wirich-Haus), im 18. und 19. Jh. überformt; heute Teekontor und Kunstgalerie
- Wohnhaus Marktstraße 1 vom 17. und 18. Jh. in Fachwerk
- Wohnhaus Himmelreich 29 aus dem 17. Jh. in Fachwerk und mit dem Hexenbesen im Giebel
- Wohnhaus Johann-Heinrich-Voß-Straße 2 vom 17. Jh., bis 1768  Haus des örtlichen Gerichtsdirektors
- Wohnhaus Johann-Heinrich-Voß-Straße 8 vom 17. Jh., Fachwerkhaus, ehemaliges Rektorhaus der Lateinschule, heute Johann-Heinrich-Voß-Literaturmuseum
- Wohnhaus Johann-Heinrich-Voß-Straße 10 vom 17. Jh. in Fachwerk
- Wohnhaus Himmelreich 27 von 1727 in Fachwerk
- Wohnhaus Himmelreich 8 der Bullsche Speicher aus dem ersten Drittel des 18. Jh.
- Wohnhaus Müggendorfer Straße 2 als Villa von 1740
- Wohnhaus Große Ortstraße 50 von um 1750 in Fachwerk
- Ehemaliges barockes Kaufhaus Marktstraße 2 von 1754, heute Archiv des Landkreises Cuxhaven
- Hofanlage Sophienweg 8 von 1777 in Fachwerk
- Wohnhaus Marktstraße 14 von 1782 in Fachwerk und mit Mansarddach
- Wohnhaus Marktstraße 12 von um 1780, in Fachwerk, seit 2000 Puppenstube
- Ehemaliges Verwaltungsgebäude Landeshäuser Straße 12 von 1786 als Versammlungsort der Hadler Stände
- Ehemaliges Pfarrhaus Himmelreich 4 von 1796 in Fachwerk
- Wohnhaus Sackstraße 1 vom Ende des 18. Jh. in Fachwerk und Mansarddach
- Wohnhaus Eschstraße 14 von um 1790 in Fachwerf, östlich der Medem
- Gasthaus Schleuse 1 in Fachwerk von vom 18. Jh. und von um 1850
- Süderwall Otterndorf mit klassizistischen Gartenhaus von um 1800
- Ehemaliges Armenhaus Stader Straße 24 von 1802
- Medemschleuse von 1864 mit Schöpfwerk I von 1929 und Schöpfwerk II von 1955
- Ehemaliges Gefängnisgebäude Am Großen Specken 10 von 1885, heute Schulungszentrum der Wirtschaft
- Ehemaliges Postgebäude Otterndorf von 1891
- Schulgebäude Cuxhavener Straße 16 von 1892, aktuell Grundschule
- Villa Cuxhavener Straße 14 von 1900 für W. Harms
- Bankgebäude Cuxhavener Straße 18 von 1907 (Sparkasse)

#### Hexenbesen

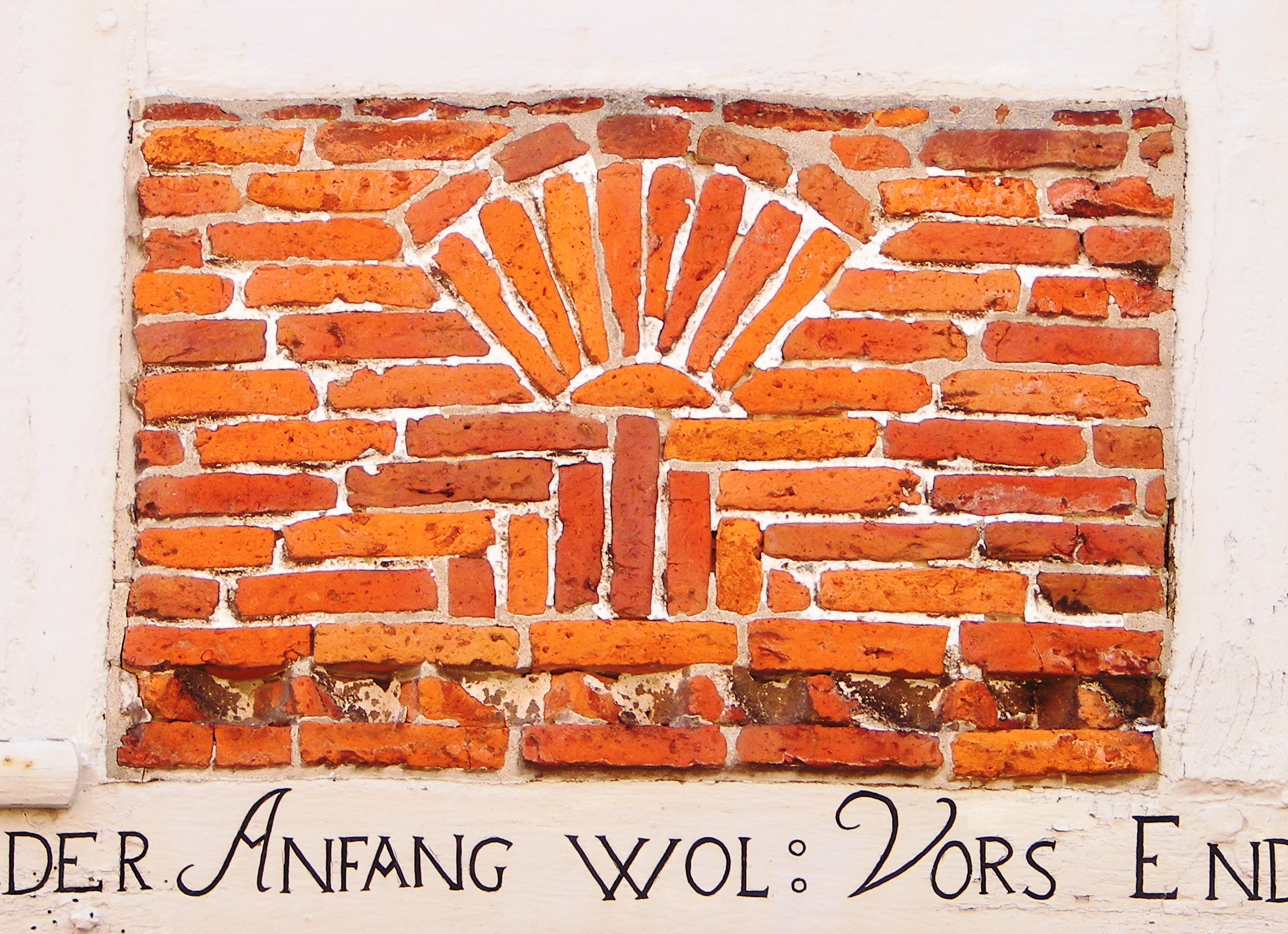
In einigen alten Häusern sind diese „Hexenbesen“ gemauert

Viele dieser Häuser haben im Mauerwerk der Giebel Steine, die wie ein Besen gemustert sind; diese „Donnerbesen“ sollten dem lokalen Aberglauben zufolge die bösen Kräfte abwehren.

#### St.-Severi-Kirche
Die St.-Severi-Kirche mit ihrem farbenfroh gestalteten Innenraum ist der größte Bauerndom im Land Hadeln. Die Gloger-Orgel von 1741/42 ist die bedeutendste und größte Barockorgel der historischen Orgellandschaft zwischen Elbe und Weser; sie enthält noch Register der Vorgängerinstrumente von 1553, 1596 sowie 1662 und wurde 2022–24 restauriert.
An jedem Freitag findet von 8 bis 12.30 Uhr vor der Kirche auf dem Kirchplatz der Wochenmarkt statt. In den Sommermonaten gibt es um 10 Uhr eine 20-minütige Musik zur Marktzeit in der Kirche.

#### Kranichhaus

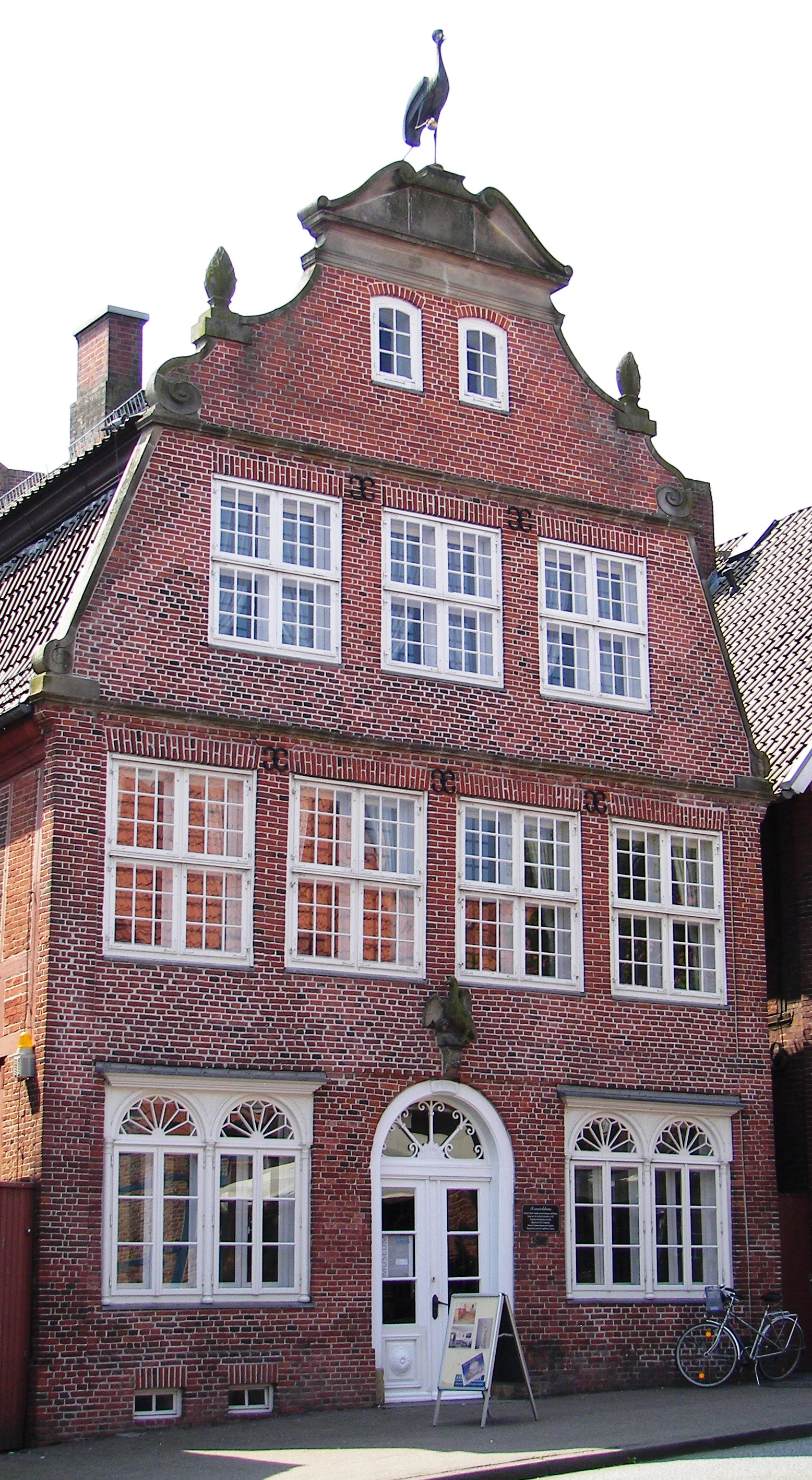
Kranichhaus

Das Kranichhaus Otterndorf, im Kern in Fachwerk stammt im ältesten Teil (Vorhaus) von 1696. Der barocke Steingiebel mit dem Kranich wurde 1764 durch Elisabeth Radiek gebaut. Der große Speicher (Hinterhaus) entstand 1735. Heute ist hier das Museum des alten Landes Hadeln untergebracht. Es zeigt das großbäuerliche und bürgerliche Leben auf dem Lande bis um 1850.
Die Kranichhaus-Gesellschaft (400 Mitglieder) wurde 1957 gegründet, um zusammen mit dem Landkreis Cuxhaven das Haus zu erhalten.

#### Rathaus

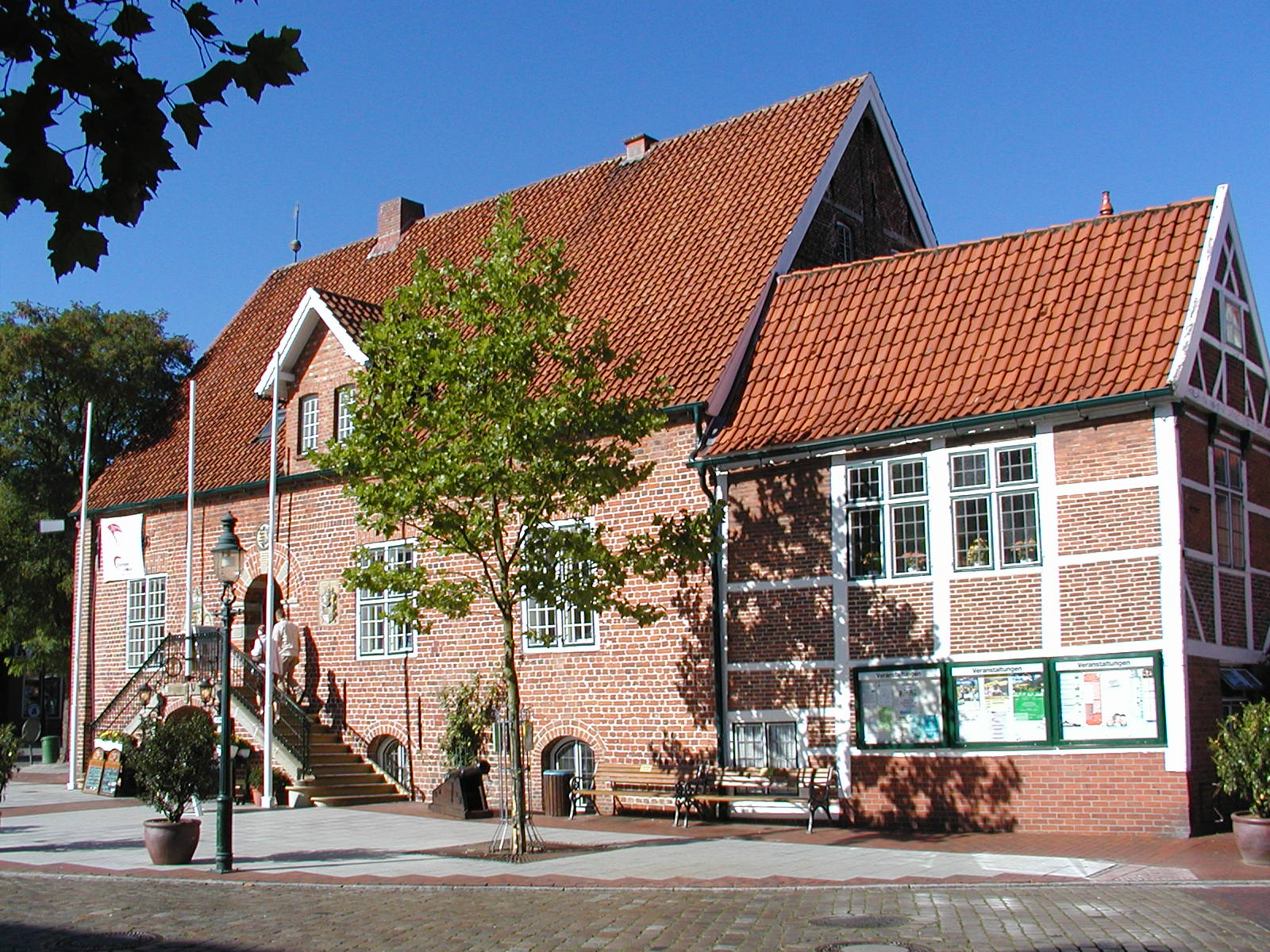
Rathaus Otterndorf

Das Rathaus Otterndorf wurde 1583 auf herzoglichen Befehl erbaut: „Ein Keller soll angelegt und darüber ein Haus gebaut werden, das sich zum Rathaus eignet“. Im Foyer sind einige Gegenstände der Otterndorfer Stadtgeschichte ausgestellt. Ölbilder von Karl Otto Matthaei, Carl Langhein und Karl Krummacher zeigen alte Stadtansichten. Nördlich der barocke Fachwerk-Anbau von 1685 mit Wand- und Deckenmalereien. Im Rathaussaal finden die Sitzungen des Stadtrates statt.

#### Gelbes Barockgiebelhaus

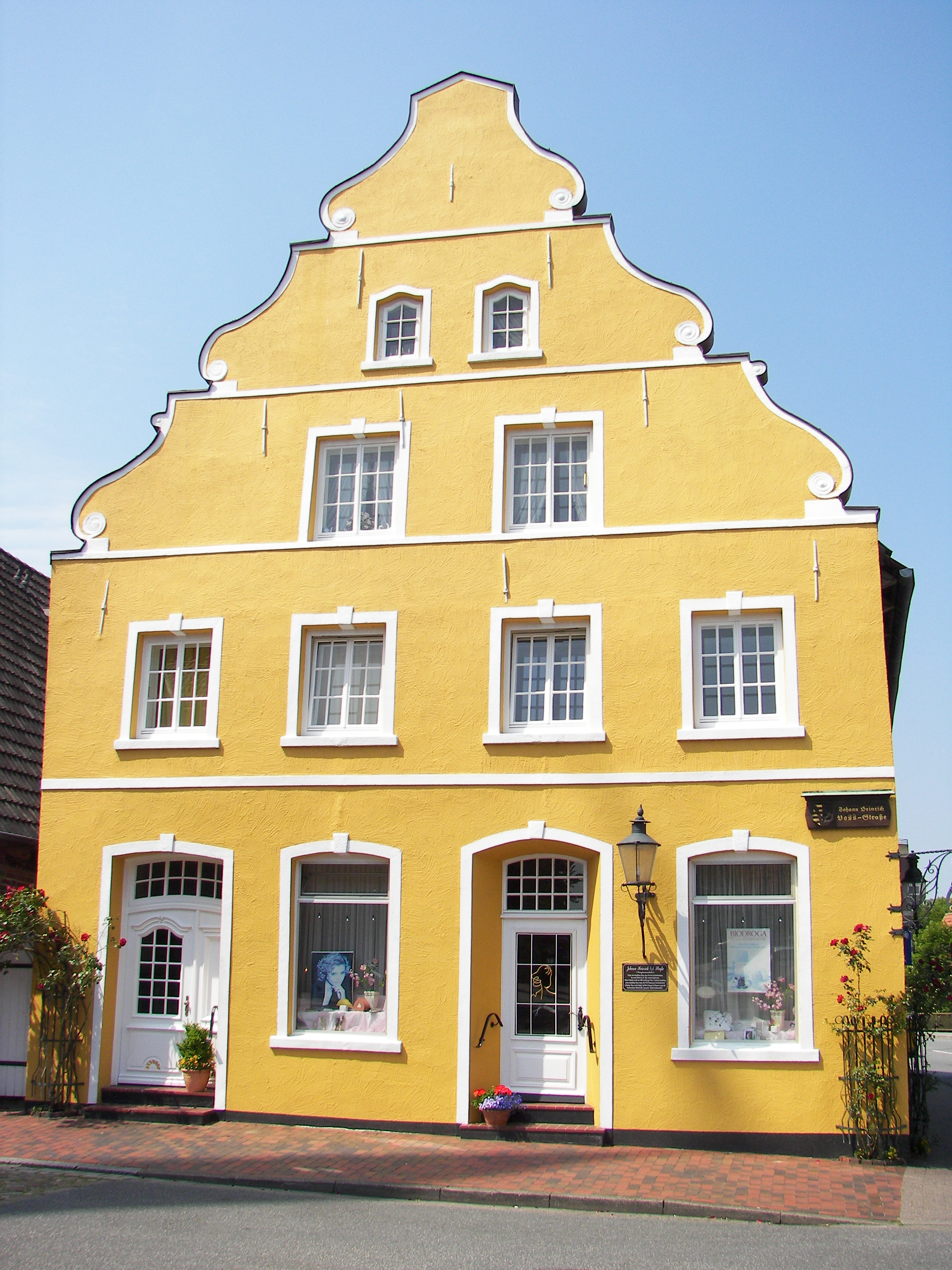
Barockhaus

Dieses Haus wurde bis 1768 vom jeweiligen Gerichtsdirektor bewohnt. Der verputzte Giebel scheint nur vorgesetzt zu sein, da auf der Längsseite die großformatigen Backsteine in Blockverband zu sehen sind.

#### Lateinschule
Siehe Alte Lateinschule Otterndorf
Das Fachwerkhaus wurde 1614 zur Zeit der Renaissance errichtet. Im Dachreiter hing ursprünglich eine Glocke, die verloren ging. 1828 wurde der Nordflügel um ein zweites vorkragendes Obergeschoss aufgestockt.
Diese Schule war für viele Jahre die einzige Möglichkeit für die Landjugend, Hadler Bauern und Otterndorfer Bürger, eine allgemeine Bildung zu erwerben, um an den Universitäten studieren zu können.
Der Dichter und Übersetzer Johann Heinrich Voß war von 1778 bis 1782 Rektor der Lateinschule.

#### Torhaus (Museum)

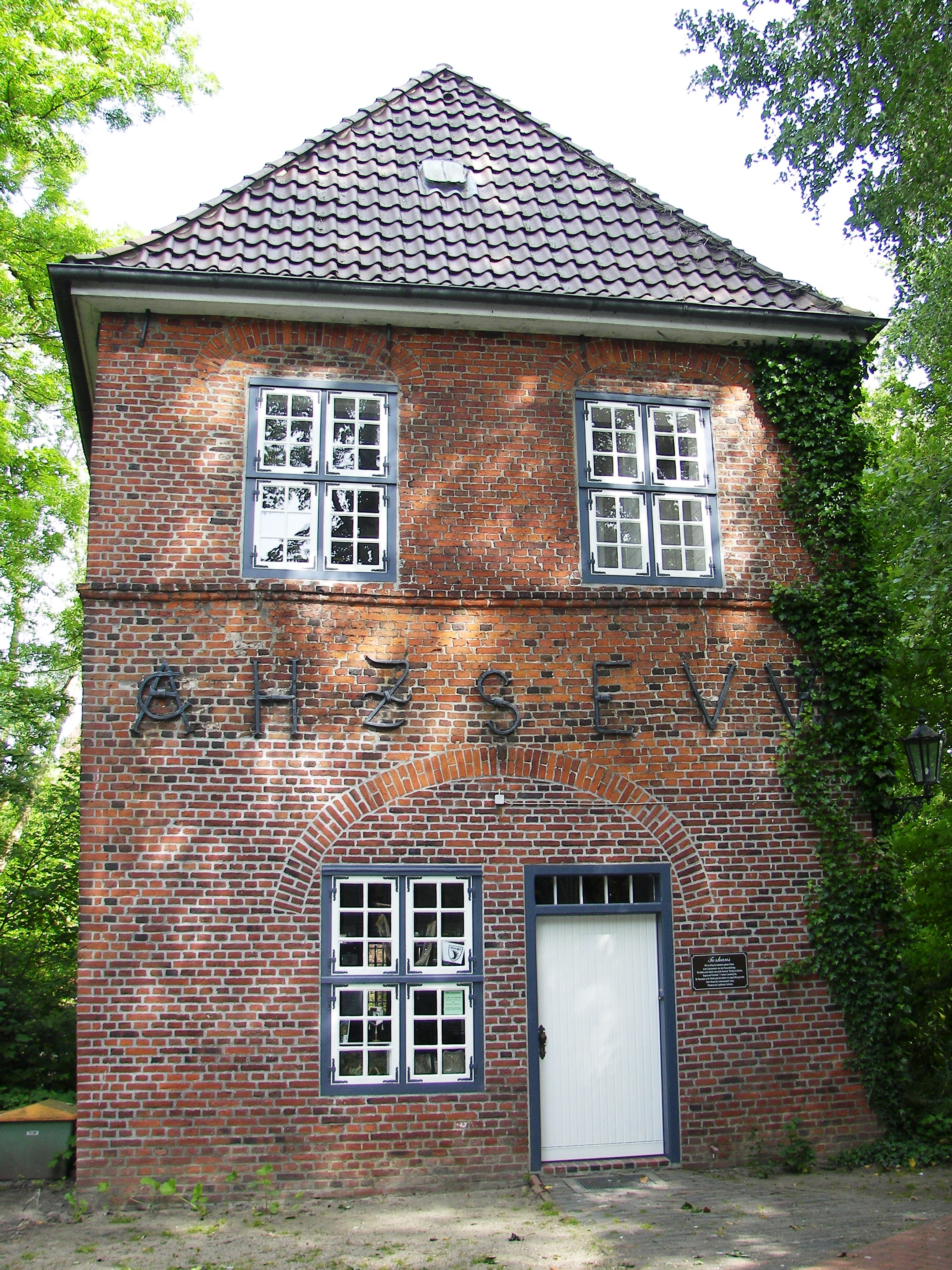
Torhaus

Das Torhaus Am Großen Specken 8 wurde 1641 gebaut als Teil der Schutzanlage für das Schloss. Es ist heute ein Heimatmuseum des Patenkreises Labiau.
Ein Gedenkstein der Labiauer Landsmannschaft in einem Rondell unweit des Torhauses erinnert an die Geschichte.

#### Schloss, heute Amtsgericht
Schon vor 1400 gab es das erste Schloss in Otterndorf, allerdings wurde dies in den kriegerischen Auseinandersetzungen um 1400 zerstört, ein weiteres wurde vor 1773 abgerissen, weil es baufällig war. Das heutige Schloss, in einem kleinen Park mit einem sehr alten Baumbestand gelegen, stammt von 1773 und beherbergt heute das Amtsgericht Otterndorf.

#### Am großen Specken
Der Name stammt von der Uferbefestigung. Aus Busch und Reet wurde ein Faschinendamm gebaut, um trockenen Fußes zum Anlegeplatz für die Schiffe zu gelangen (früher Flöten = Kähne mit flachem Boden und Ewer = Lastensegler). Das Ufer wurde „gespickt“.
Der Holzkran, ein 5 m hoher, kleiner Wellrad-Hafenkran, 6,70 m über der Medem (kein Tretradkran, Welle mit beidseitigen Antriebsrädern unter der Überdachung, angetrieben über zwei Endlosseile, Nachbau aus der 2. Hälfte des 20. Jahrhunderts; Original aus der Zeit um 1750, 1942 abgebrochen) erinnert noch an den regen Güterumschlag vergangener Zeiten. Früher fand dort jeden Freitag der Wochenmarkt statt.

#### Hadler Haus und Stadtscheune

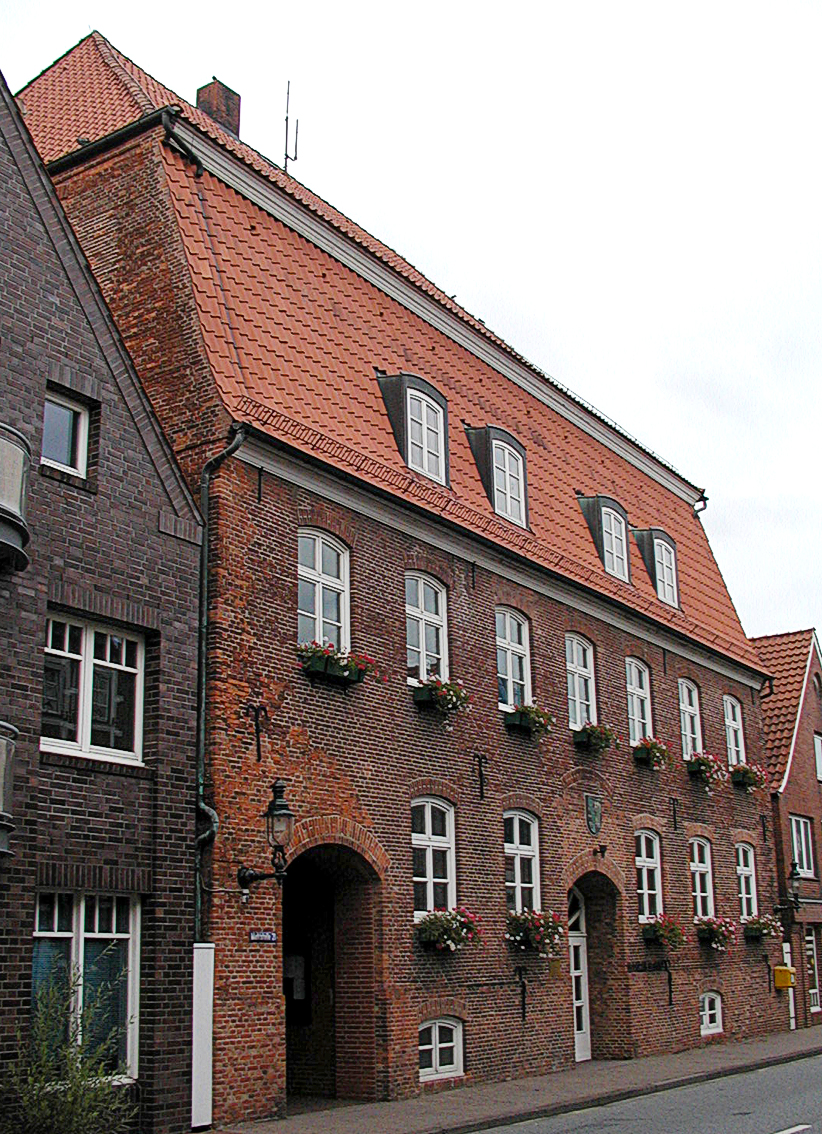
Hadler Haus

Das ehemalige Kaufhaus Marktstraße 21 wurde 1792 gebaut, diente im 19. Jahrhundert als Hotel, dann als Finanzamt und ist seit 1982 als Hadler Haus das  Amtsgebäude der  Samtgemeinde Land Hadeln.  Am Hof schließt sich links die Stadtscheune aus dem späten 18. Jahrhundert an: Sie wurde ursprünglich als Remise genutzt und dient heute als Veranstaltungsort.

### Museum gegenstandsfreier Kunst
Das Gebäude des Museums (MgK), Marktstraße 10,  wurde  durch den Landkreis Cuxhaven von der Weser-Elbe-Sparkasse erworben. Seit 2024 wird das Museum von dem Kunsthistoriker Wilko Austermann geleitet. Jährlich werden vier Wechselausstellungen kuratiert, die überwiegend von einem Katalog begleitet werden. Die internationalen Leihgaben der Wechselausstellungen werden jeweils durch ausgewählte Teile der Sammlung ergänzt und auf den zwei Etagen des Hauses präsentiert. Der Landkreis Cuxhaven kauft als Träger des Museums Kunstwerke aus den jeweiligen Wechselausstellungen an, die inhaltlich zur Qualität und Vervollständigung der Sammlung beitragen. Der Verein von Freunden und Förderern des Studio A (jetzt: Museum gegenstandsfreier Kunst), die Niedersächsische Sparkassenstiftung, die Versicherungsgruppe Hannover VGH und Privatpersonen tragen mit Dauerleihgaben zum weiteren Sammlungsaufbau bei.

#### Speicherstadt und der Bullsche Speicher

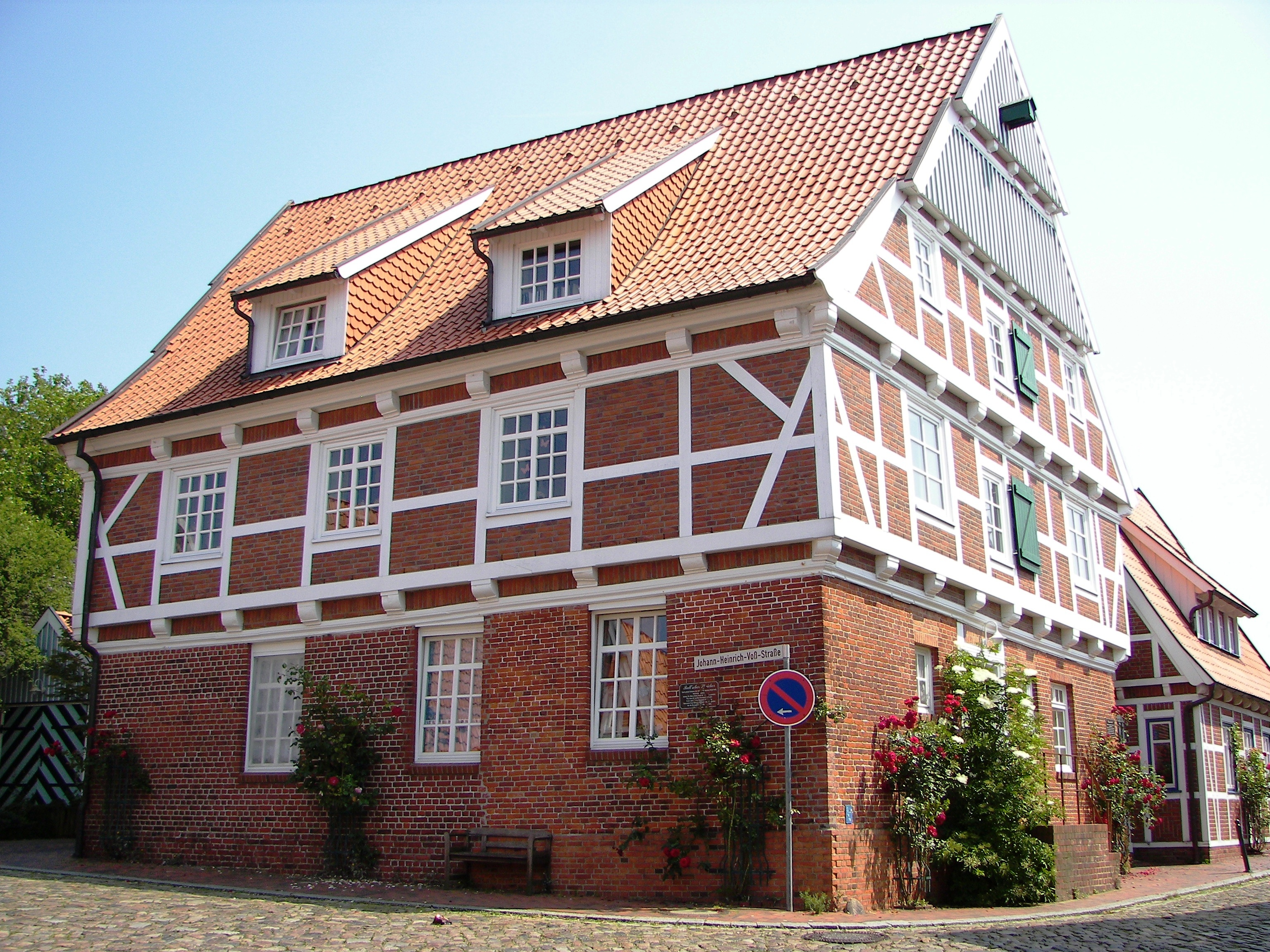
Bullscher Speicher

In Otterndorf gibt es viele kleine und große Speicher mit Kränen im Dachfirst. Hinter der Kirche an der Medem liegt der Bullsche Speicher, eines der größten aus Backstein und Fachwerk gebauten Speicherhäuser. Heute werden die meisten der Speicher als Wohn- und Geschäftshäuser genutzt.

#### Landratsamt
Gegenüber vom Rathaus steht ein 1754 errichtetes Backsteingebäude. Dieses ursprüngliche Kaufmannshaus wurde lange als Landratsamt genutzt und dient heute als Archiv des Landkreises Cuxhaven. Wegen der Verbreiterung der B 73 musste der Nordgiebel mehrfach zurückgenommen werden.

#### Voß-Haus (Museum)

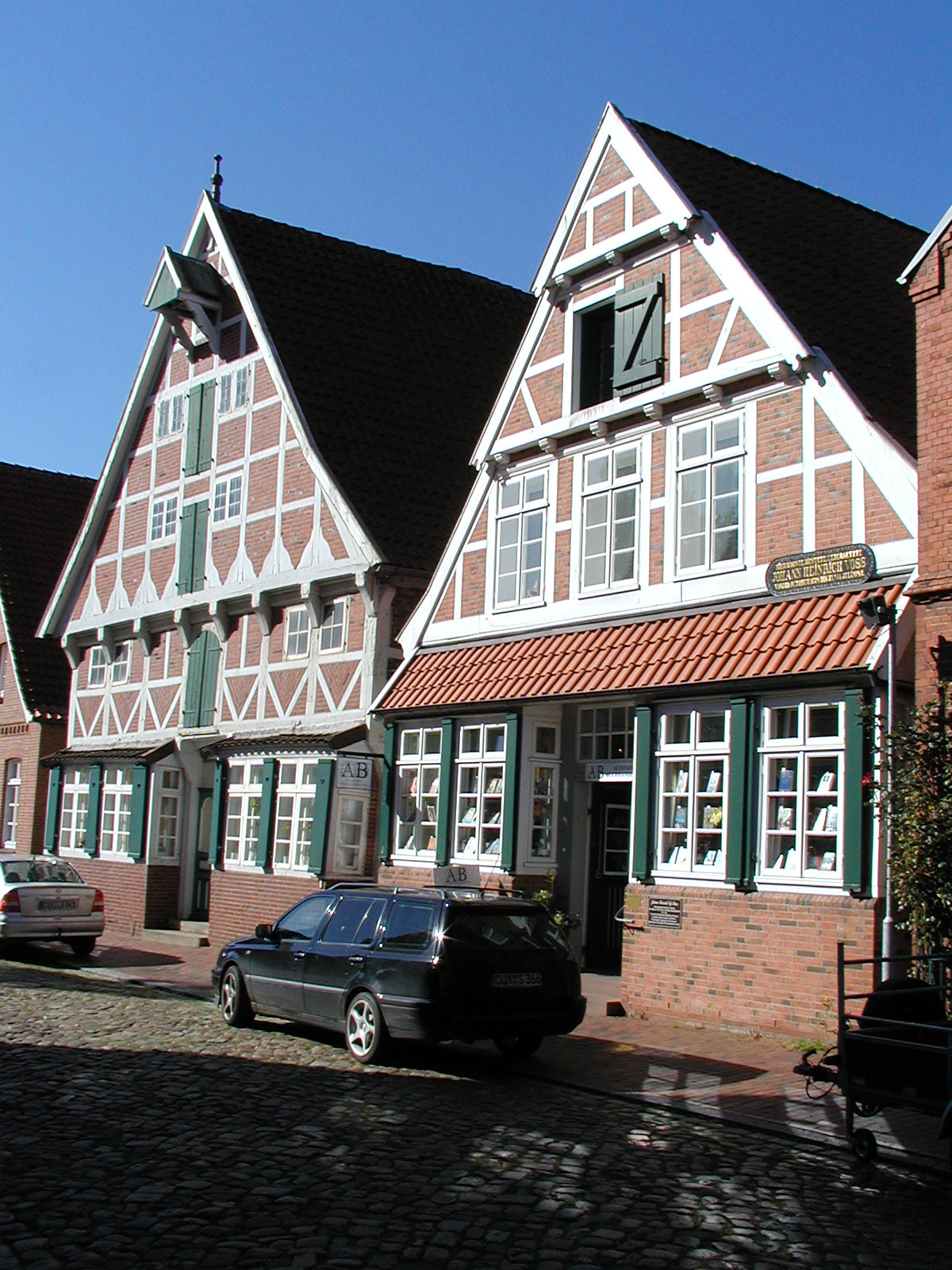
Im rechten Haus wohnte Voß

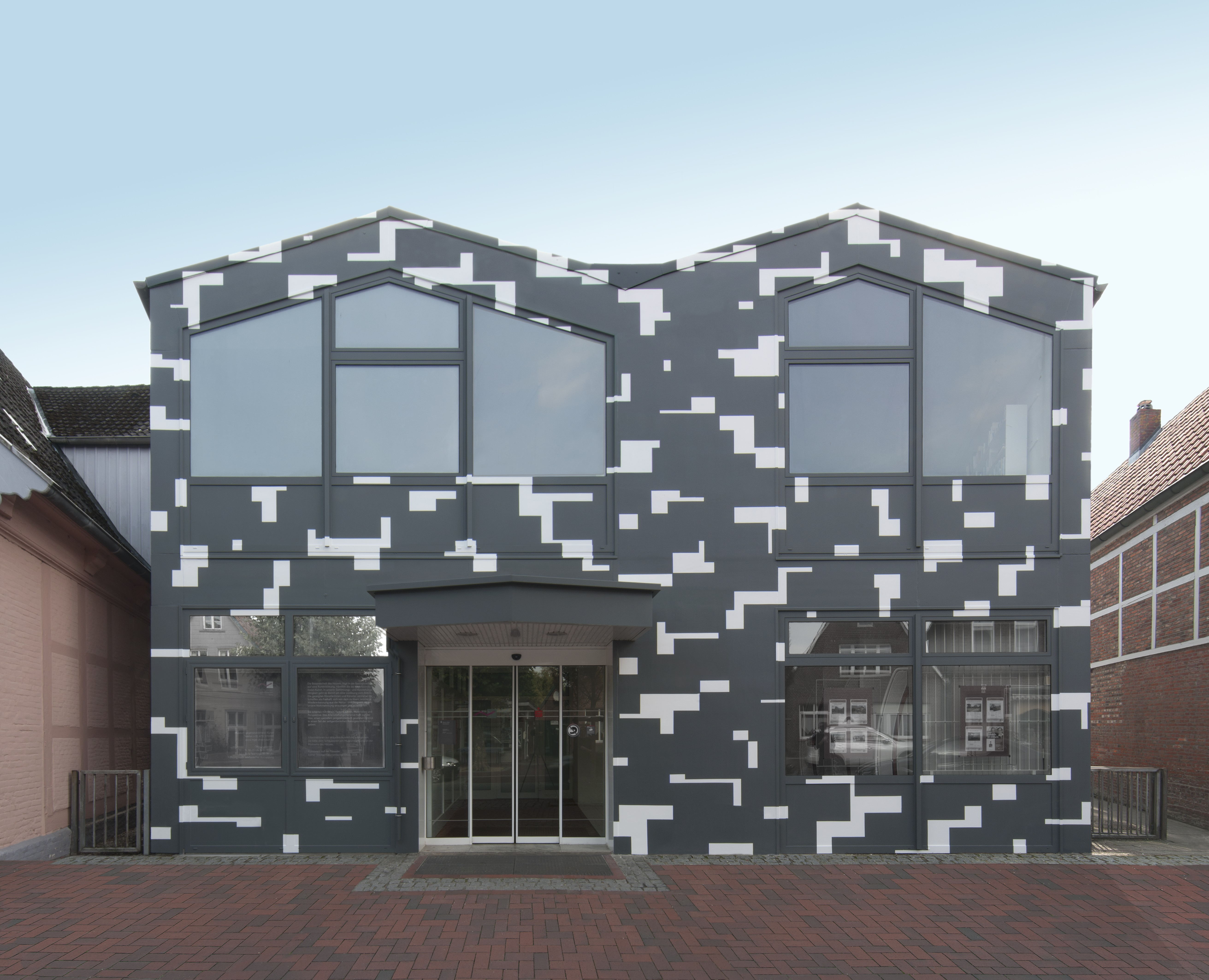
Museum gegenstandsfreier Kunst, Fassade: Esther Stocker, Geometrisches Glück, 2018

In dem aus schönem Fachwerk gebauten Haus Johann-Heinrich-Voß-Straße Nr. 8 lebten einst die Rektoren der Lateinschule, so auch Rektor Johann Heinrich Voß im 18. Jahrhundert. Die Straße wurde erst in neuerer Zeit nach ihm benannt. Heute beherbergt das Haus eine Ausstellung zu Leben und Werk der Dichters und Übersetzers sowie eine Buchhandlung mit weiteren wechselnden Ausstellungen.

### Museum gegenstandsfreier Kunst
Das Museum gegenstandsfreier Kunst des Landkreises Cuxhaven befindet sich seit 1974 in öffentlicher Trägerschaft und zeigt abstrakte Kunst nach 1945, die keine erkennbaren Gegenstände, Personen oder Landschaften darstellt. Seit seinen Anfängen wird hier Kunst nach 1945 – zunächst unter den Schwerpunkten konkret/konstruktiver Werke und des Informel – gesammelt und ausgestellt. 1999 wurde eine Erweiterung der Sammeltätigkeit beschlossen, die das Museum für alle gegenstandsfreien Richtungen der modernen Kunst öffnete. Das Haus zeigt neben Werken der Sammlung jährlich vier qualitativ hochwertige Wechselausstellungen. Neben Ausstellungen bietet das Museum Vermittlungsprogramme zur Erforschung und Präsentation dieser Kunstrichtung an. Das Museum befindet sich seit 2007 in der Markstraße 10 mit einem Fassadenkunstwerk der bekannten Künstlerin Esther Stocker mit dem Titel Geometrisches Glück von 2018. Das Museum ist das einzige Kunstmuseum im Landkreis Cuxhaven und eines der ältesten weltweit mit dem besonderen Schwerpunkt auf die gegenstandsfreie Kunst.

### De Utröper

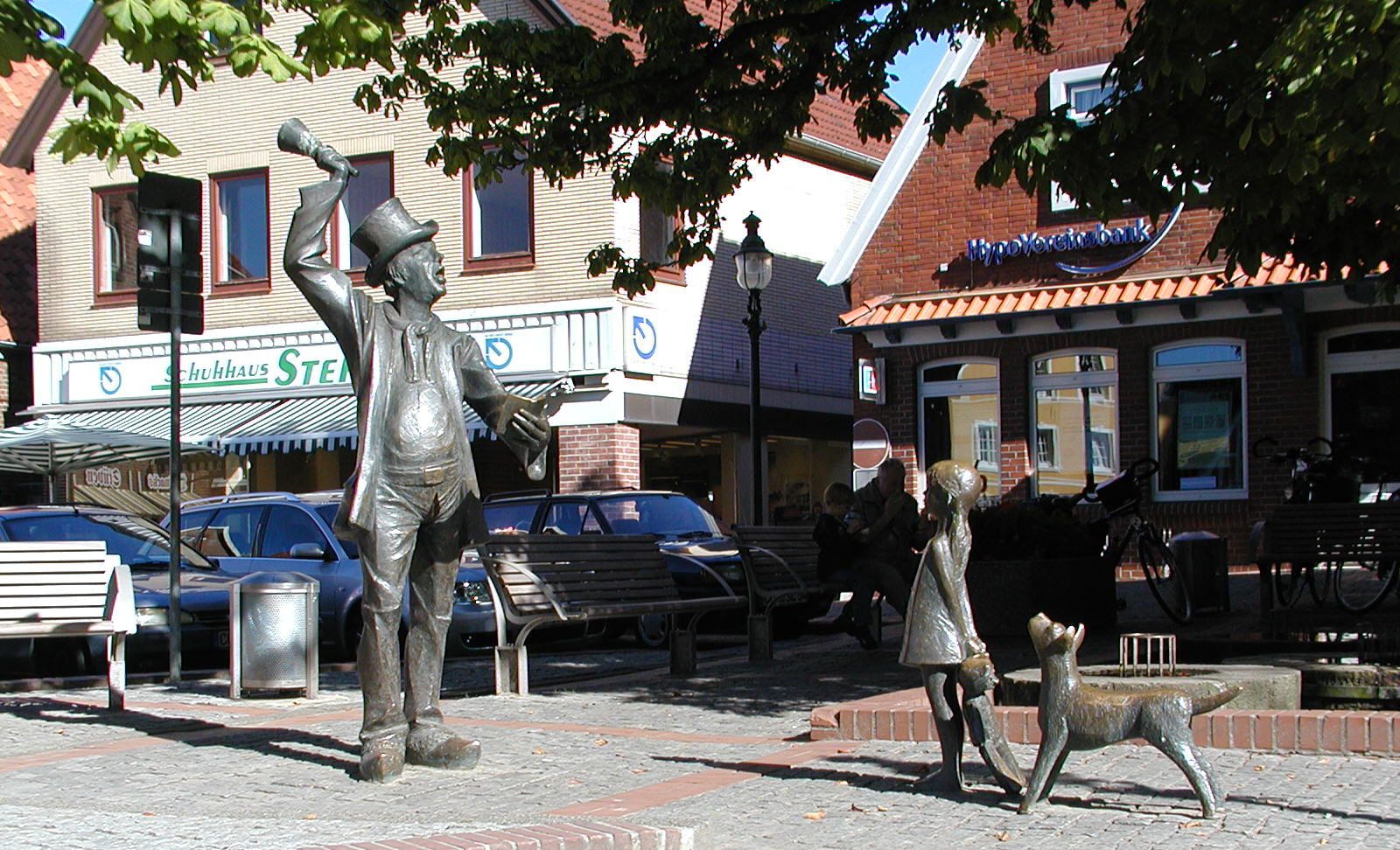
De Utröper

Diese Bronzeplastik von Frijo Müller-Belecke zeigt den Utröper, den Ausrufer, der in früheren Zeiten von den Stadtoberen angestellt wurde, um Neuigkeiten und Entscheidungen der Obrigkeit bekannt zu machen. Außerdem konnten die Otterndorfer Geschäftsleute den Utröper mieten, um ihre neuen Waren anzupreisen. Die Fischer mit frischem Fisch und Krabben, hier auch „Granat“ genannt, oder fahrende Händler: alle ließen gern die Glocke durch die Stadt schallen.

### Deichbaudenkmal am Schöpfwerk

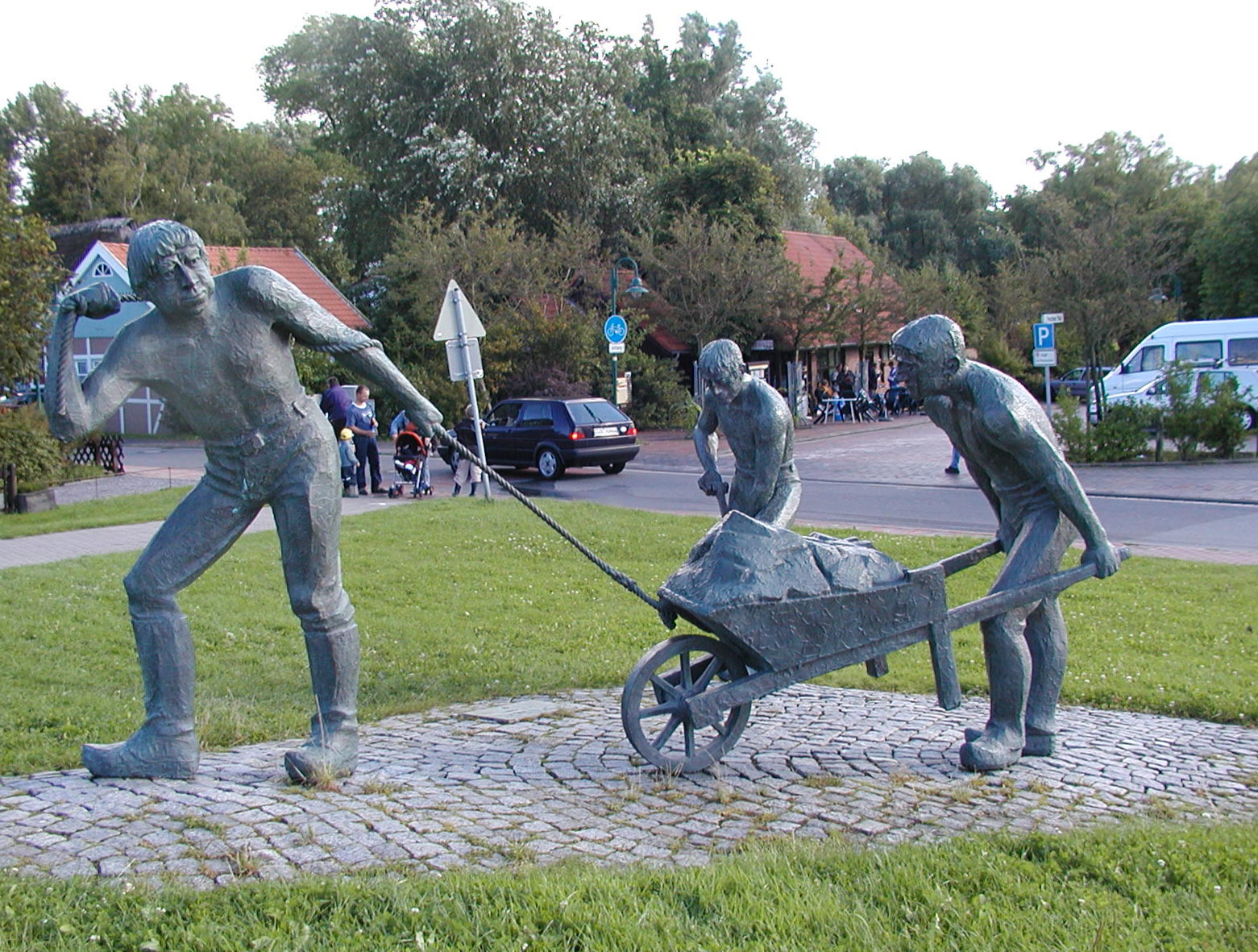
Keen nich will dieken, de mutt wieken

Eine weitere Bronzeplastik von Frijo Müller-Belecke zeigt eine Gruppe beim Deichbau mit Karre und Zugseil. Die Gruppe am Originalschauplatz gibt einen guten Eindruck von der Mühsal des Deichbaus in früheren Zeiten. Aufgestellt wurde die Plastik 1996 als Spende der Wasser- und Bodenverbände. 2010 wurde die Frontfigur knapp über den Stiefeln abgesägt und gestohlen. Im April 2012 wurde mit einem neuen Guss der ursprüngliche Zustand wiederhergestellt.

### Freizeitanlage See achtern Diek
Otterndorf verfügt über eine ausgedehnte Freizeitanlage an der Nordsee direkt hinter dem Deich, eben achtern Diek. Die Anlage bietet mehrere Seen für diverse Wassersportarten, einen Campingplatz mit rund 500 Plätzen, eine Ferienhaussiedlung, große Liegewiesen, eine Tennisanlage und die „Spiel- & Spaß-Scheune“, in der die Kinder auch bei schlechtem Wetter einen großen Spielplatz in einer beheizten Halle vorfinden.

### Hadler Sagenweg
In 32 Stationen werden die Sagen aus dem Hadler Land auf einem Radweg dargestellt.

### Sommercamp
Im Ortsteil Müggendorf liegt das Sommercamp Hinrich Wilhelm Kopf der Landeshauptstadt Hannover. Direkt hinter dem Deich befinden sich viele Zeltdörfer, die allesamt die Namen hannoverscher Stadtteile tragen. Während der Sommermonate leben und spielen hier gleichzeitig bis zu 700 Kinder, die mit ihren Sportvereinen, Schulklassen, den Jugendpflegemaßnahmen ihrer Wohnorte oder im Rahmen internationaler Jugendaustausche die Möglichkeit nutzen.

### Puppenstube (Museum)
In der Marktstraße 12 befindet sich eine Puppenausstellung mit etwa 1300 Puppen von 1890 bis heute; es werden neben Puppen auch Puppenstuben und Stofftiere gezeigt.

### Wracks vor Otterndorf

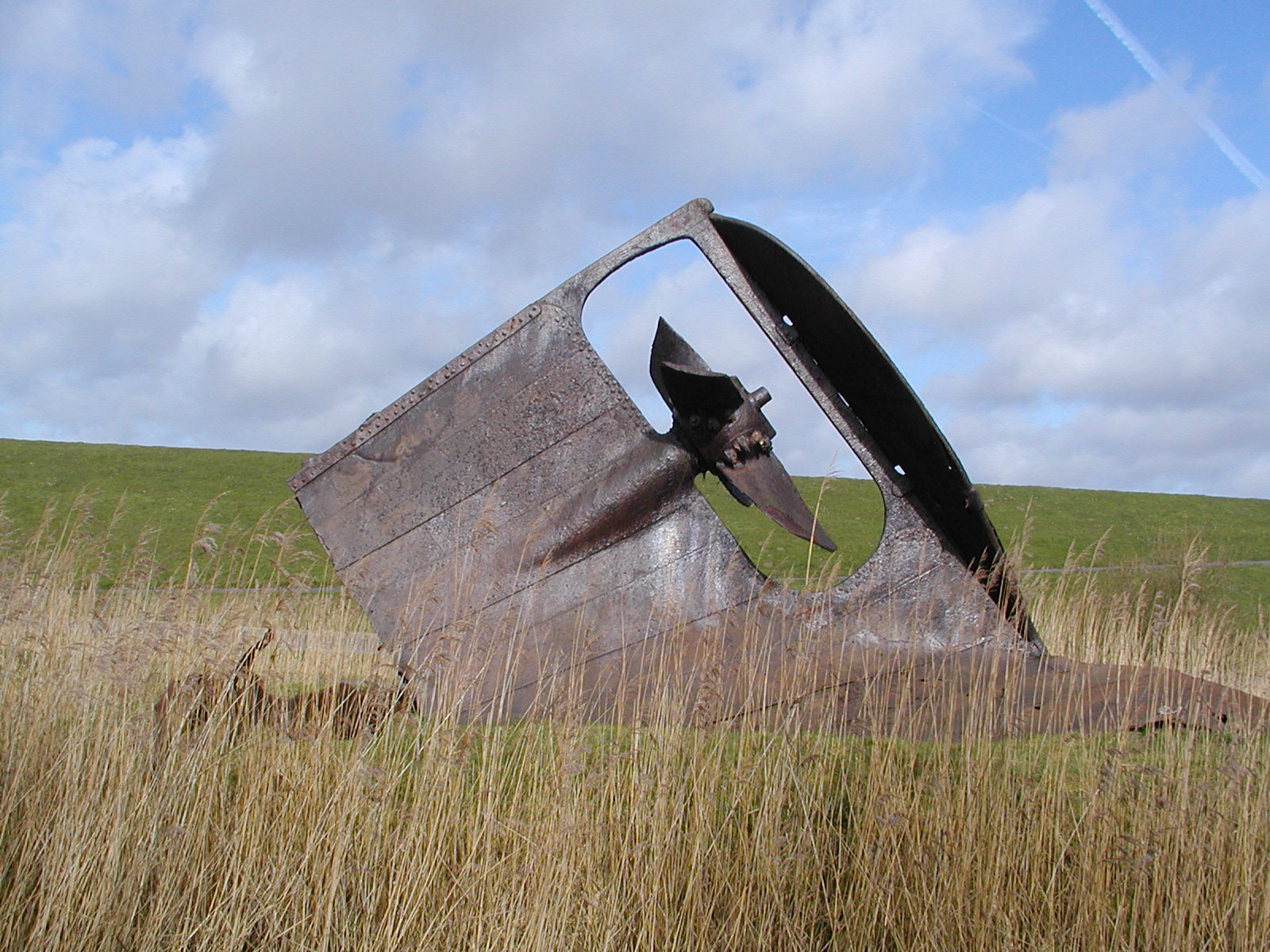
Heck der Kaffraria

Auf der Elbe vor Otterndorf versanken oder strandeten viele Schiffe. Eines dieser Schiffe ist der englische Dampfer Kaffraria. Er strandete am 7. Januar 1891 auf dem Weg nach Hamburg vor Otterndorf beim Glameyer-Stack. Seine Ladung bestand aus Glas- und Steingutwaren, Haus- und Küchengeräten, Kinderspielzeug, Wolle sowie Werkzeugen aller Art und Hausbrandkohle aus Hull/England. Die wertvolle Ladung wurde zügig, teilweise legal, aber auch illegal, von den Anwohnern der Strandungsstelle entladen, bevor das Schiff wenig später in der Elbe versank. 1984 wurde es auf Anweisung des Wasser- und Schifffahrtsamts Cuxhaven geräumt, da es eine Gefahr für die Kleinschifffahrt war. Das Heckteil mit dem Ruderblatt und der Schraube wurde am Strandgebiet See achtern Diek aufgestellt. Infos über Wracks, die auch durch die letzte Elbvertiefung und den damit verbundenen Wattabbau vor Otterndorf wieder freigelegt wurden, werden im Windstärke 10 – Wrack- und Fischereimuseum Cuxhaven beschrieben.

### Mahnmal für 14 Kinder

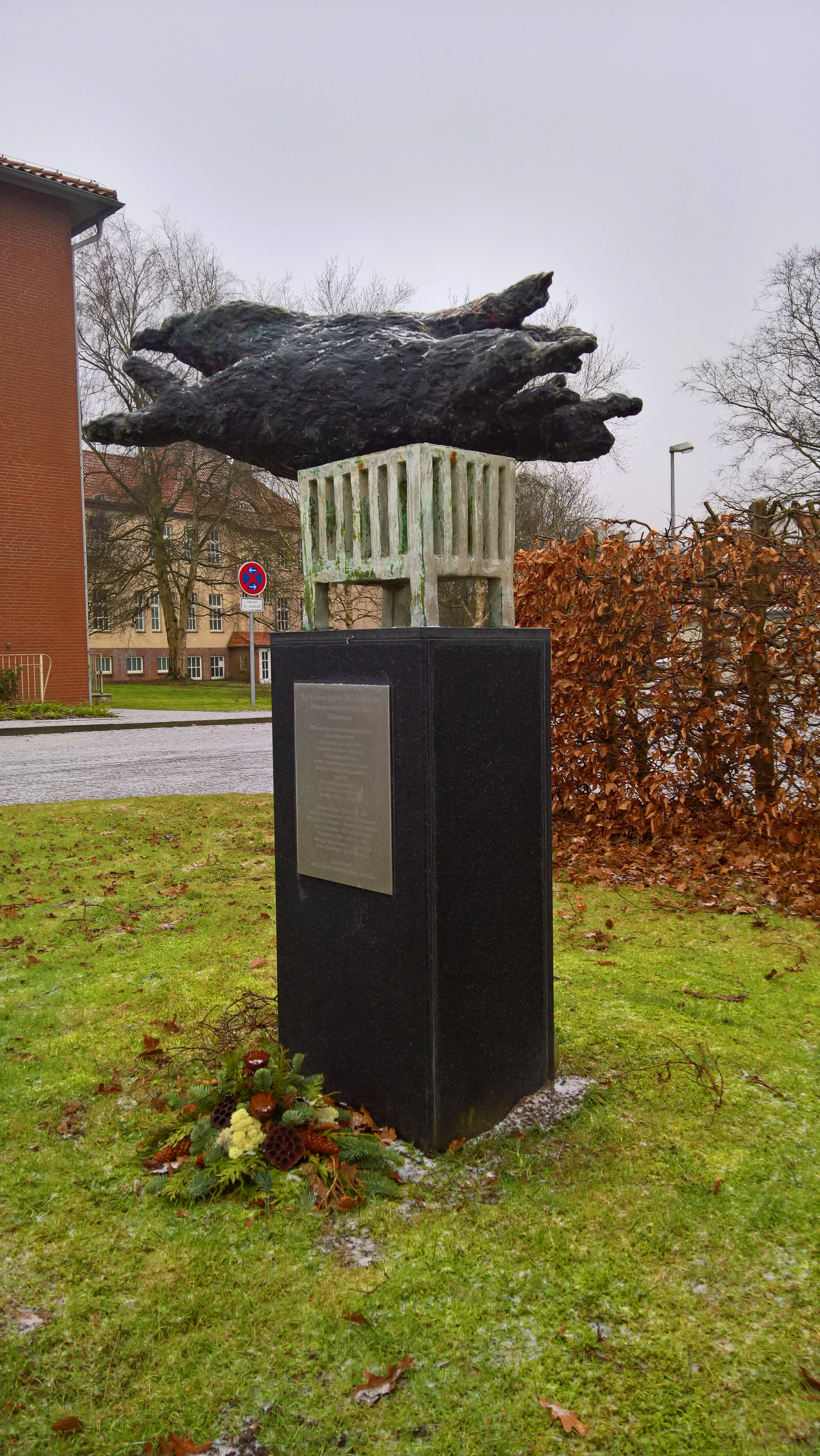
Mahnmal für die 14 Kinder

1944/45 wurden in Otterndorf in einem Schuppen des Otterndorfer Kreiskrankenhauses 14 Babys osteuropäischer Zwangsarbeiterinnen „um ihr Leben gebracht“. „Die ‚Tötung auf Umwegen‘ lief über gezielte Unterernährung, vernachlässigte Hygiene, unterlassene medizinische Versorgung.“ Der Vorsitzende des Vereins Zukunft durch Erinnern, Reinhard Krause, stellte fest, dass das ein düsteres Kapitel war, das keiner hören wollte: „Die Gräber der 14 Kinder auf dem Otterndorfer Friedhof wurden 1968 aufgelöst und eingeebnet. … Erst 35 Jahre später unternahm Otterndorf einen Anlauf, die Erinnerung öffentlich wiederzubeleben. Am Volkstrauertag 2003 wurde nach langem politischen Ringen ein Gedenkstein auf dem Friedhof eingeweiht mit der Aufschrift ‚Zum Gedenken aller Kinder, die durch Krieg und Gewalt ihr Leben verloren‘. Die 14 Kinder blieben weiter namenlos. Am 8. Mai 2009 wurde ein Messing-Mahnmal mit den Namen der toten Zwangsarbeiterkinder eingeweiht: eine Skulptur der Künstlerin Rachel Kohn – eine dunkle Wolke über einem Kinderbett und darunter die Platte mit den 14 Namen. Mit der Erinnerung an das Schicksal der 14 Kinder können wir hoffentlich den kritischen Geist in den Kindern und Jugendlichen von heute wecken.“

### Musik

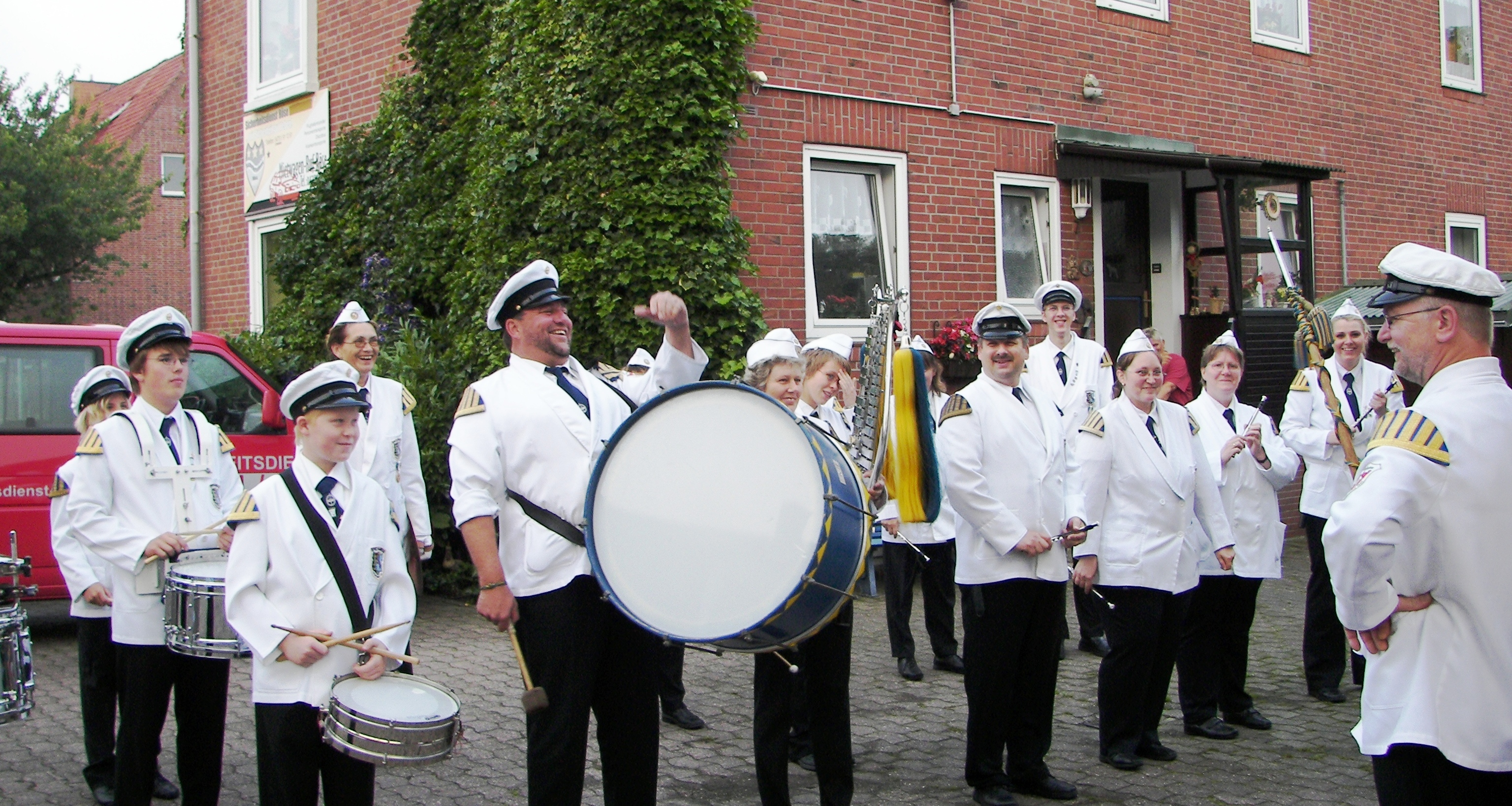
Spielmannszug Otterndorf (2008)

In Otterndorf sind viele verschiedene Musik-Genres vertreten. Neben verschiedenen Rock-, Metal- und Crossover-Bands, die beispielsweise auf dem Rock-Festival Hadeln Rocks oder auf dem Altstadtfest auftreten, ist Otterndorf Heimat vieler ansässiger musikalischer Gruppierungen. Der Gospelchor The Cheerful hält jedes Jahr ein Neujahrs-Konzert in der St.-Severi-Kirche ab, das in den letzten Jahren deutlich an Beliebtheit gewann. Neben dem Otterndorfer Shantychor erfreut sich der Spielmannszug Otterndorf (gegründet 1950) großer Beliebtheit. Mit über 60 Spielleuten gehört der Verein zu den größten musikalischen Gruppierungen der Region. Auf Schützenfesten in der Umgebung ist der Spielmannszug in der Sommerzeit ständig vertreten.

### Weitere Sehenswürdigkeiten

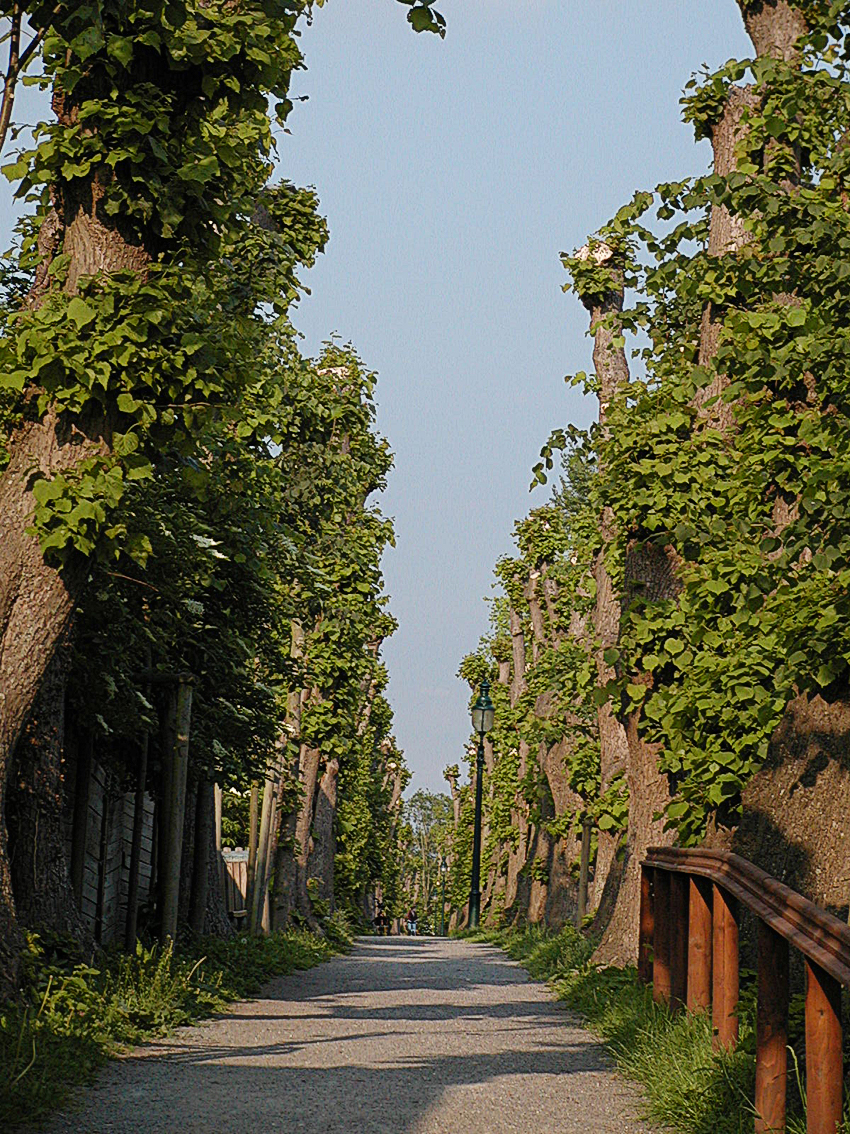
Süderwall Otterndorf

- Der Norderwall mit Gartenhaus
- Der Süderwall mit Gartenhaus
- Das Landratsamt
- Heilig-Kreuz-Kirche

### Kunsthandwerk

#### Der Kupferstich
Die älteste Ansicht der Stadt ist im Kreisarchiv des Landkreises Cuxhaven in Otterndorf zu finden. Dieser Kupferstich aus dem Jahre 1747 des Arztes Johann Nicolaus Grimmann, gestorben im gleichen Jahr, zeigt Otterndorf von Süden aus. Zu erkennen ist die Eschweide, auf der noch bis ins 19. Jahrhundert Kühe grasten, die Kulemühle zur linken und die Medem zur rechten. Das aus dem Jahr 1580 stammende Osttor mit dem Dachreiter von 1615, der alte, 1804 abgerissene Kirchturm sowie weitere im Hintergrund liegende Windmühlen und Stadthäuser sind zu erkennen. Die Stadt war umgeben von einem Wall und einem Graben, die in der Mitte des 18. Jahrhunderts eingeebnet und mit Linden bepflanzt wurden.

#### Otterndorfer Silber

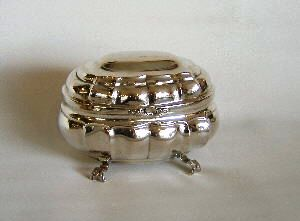
Silberdose von Peter Nicolaus Meyer, hergestellt 1786

Zwei Goldschmiede des 18. Jahrhunderts stellten die wohl kostbarsten Gegenstände des Landes Hadeln her. Peter Meyer (1697 bis 1760) und Peter Nicolaus Meyer (1737 bis 1794) zählen zu den geschicktesten Meistern ihres Fachs in ganz Europa. Ihre Goldschmiedearbeiten fanden bei den reichen und nicht puritanisch veranlagten Hadler Bürgern großen Anklang. Ihre relative Freiheit brachte den Bewohnern der Region an der Niederelbe schnell einen gehobenen Wohlstand, der sich nicht nur in den Häusern und Höfen der niederelbischen Marsch niederschlug, sondern auch in der Bildung und der Tischkultur der Menschen. So sind allein in Otterndorf zwischen 1550 und 1900 über 45 Goldschmiedewerkstätten nachweisbar. In der Lebensspanne des Peter Nicolaus Meyer waren es 8 Werkstätten gleichzeitig. Seit 1995 hat das Museum des Landes Hadeln im Kranichhaus eine große Anzahl der seltenen Gold- und Silberarbeiten gesammelt. In der Ausstellung werden unter anderem Silberbecher, eine Branntweinschale, die auch als Taufschale diente, Kaffeekannen, Essbestecke und weitere Kostbarkeiten der Esskultur in Silber und Gold aus dem 17. und 18. Jahrhundert gezeigt.

### Regelmäßige Veranstaltungen

#### Altstadtfest
Das Altstadtfest findet immer am ersten Augustwochenende statt, es beginnt am Freitag mit dem „Polterabend“. Für die Einheimischen der Gegend bietet sich eine gute Gelegenheit, Freunde wieder zu treffen, die am Sonnabend arbeiten müssen, bzw. da viele Auswärtige erst am Samstag kommen, ist man mehr „unter sich“. Am Sonnabendmorgen fängt es mit einem Flohmarkt an, verschiedene Veranstaltungen folgen den ganzen Tag, abends treten viele Musikgruppen und Künstler auf. Das Altstadtfest endet am Sonntag bei Sonnenaufgang, wenn das letzte Lied verklungen und der letzte Getränkestand von der Polizei erfolgreich zum Schließen aufgefordert wurde. Da es in der Nachbarstadt Cuxhaven keinen historischen Stadtkern und auch kein vergleichbares Altstadtfest gibt, pilgern jedes Jahr Tausende von Cuxhavenern nach Otterndorf. Die Cuxhavener Busunternehmen setzen Sonderbusse für die „Partypendler“ ein.

#### Nachtführung
Drei Mal jährlich, jeweils am 13. der Sommermonate Juni, Juli und August, fand in Otterndorf bis 2024 eine Nachtführung mit der „Nachtwächterin“ Vera Dieckmann statt. Zu dieser Veranstaltung pilgerten jedes Mal Hunderte von Menschen, die sich an außergewöhnlichen Einlagen, wie z. B. den Opernsängern oder den Gespenstern erfreuten.

#### Weitere Veranstaltungen
- Verleihung des u. a. von der Stadt gestifteten Johann-Heinrich-Voß-Preises für Literatur und Politik alle drei Jahre
- Schützen- und Volksfest des Hadler Schützencorps von 1863 e. V.
- Der Germanische Fünfkampf fand jährlich am dritten Wochenende im Juli statt, das letzte Mal im Jahre 2016
- Ruderwettkämpfe auf dem Hadelner Kanal
- Otterndorfer Orgelsommer von Anfang Juni bis Ende August
- Küstenmarathon der Weser-Elbe-Sparkasse
- Volksbank Triathlon[26]
- Bauernmarkt
- Sternenmarkt (Weihnachtsmarkt)
- Adventsfackelschwimmen

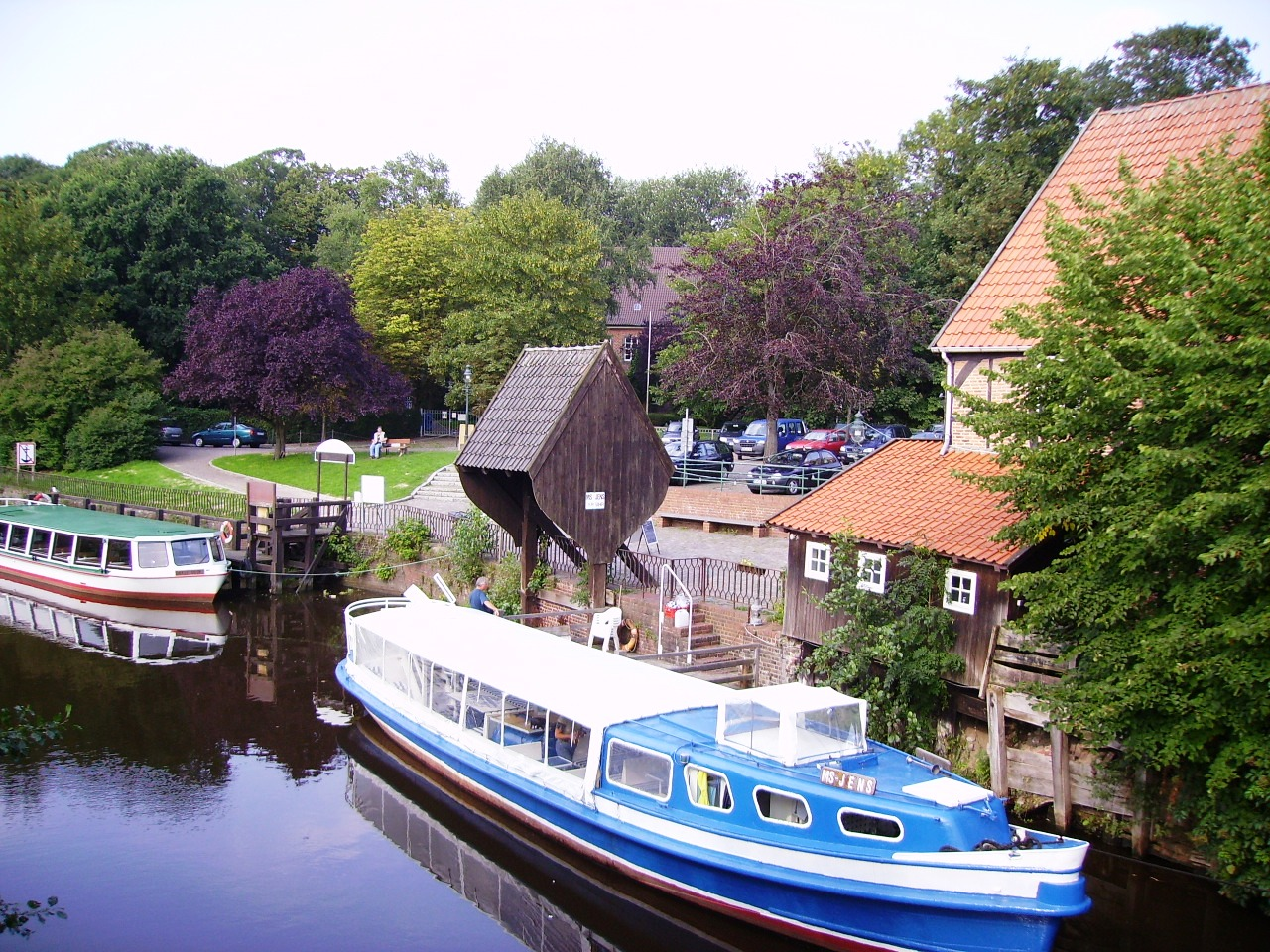
Die Barkassen MS „Jens“ (vorne) und MS „Onkel Heinz“, am Ufer der Holzkran

In den Sommermonaten wird auf einer ehemaligen Hamburger Hafenbarkasse Fahrten auf der Medem angeboten. Mit der MS „Onkel Heinz“ können Fahrten vom Anleger am Specken bis nach Ihlienworth unternommen werden. Da die Ufer der Medem nicht befestigt sind, darf nur mit 6 km/h gefahren werden. Diese Schleichfahrt dient der Schonung der Uferböschung und lässt viel Zeit für die Beobachtung der verschiedenen Uferränder und deren Vegetationen. Die Tier- und Pflanzenwelt der verschiedenen Uferzonen wird dabei erklärt, die Vergangenheit des Stroms vom Priel bis zum wichtigen Wirtschaftsweg vor dem Bau von befestigten Straßen, und es wird erläutert, welche historischen und heutigen Firmen sowie geschichtlich relevanten Gebäude sich am Ufer befinden.

## Öffentliche Einrichtungen

### Allgemein
- Samtgemeinde Land Hadeln, Marktstraße 21
- Polizeistation Otterndorf, Am Großen Specken 7
- Katasteramt Otterndorf, Am Großen Sprecken 7
- Amtsgericht Otterndorf, Am Großen Specken 6 + 7
- Stadtbibliothek Otterndorf, Wallstraße 12
- Jugendherberge im ehemaligen Wohnhaus Schleusenstraße 147

### Bildung

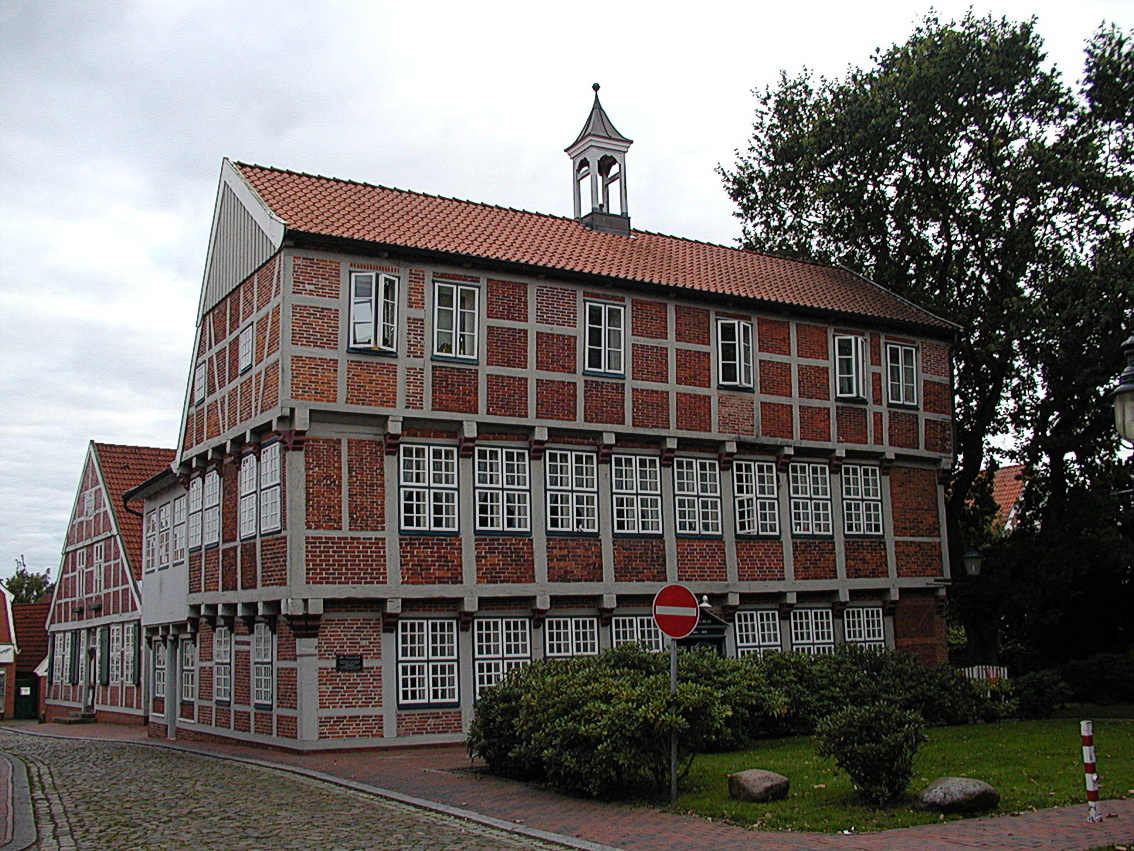
Lateinschule

Otterndorf legte schon im Mittelalter Wert auf eine Lateinschule für die Bürger der Stadt und die Bauern der Umgebung.
Heutige Schulen in Otterndorf:
- Grundschule Otterndorf, Cuxhavener Straße 16
- Hauptschule Otterndorf, Schulstraße 2 (Lage)
- Johann-Heinrich-Voß-Realschule, Schulstraße 2 (Lage)
- Gymnasium Otterndorf, Schulstraße 2 (Lage)
- Volkshochschule Landkreis Cuxhaven gGmbH, Geschäftsstelle Otterndorf, Fröbelweg 1 (Lage)

### Soziale Einrichtungen
Krankenhaus Land Hadeln Otterndorf gGmbh
- Sozialstation Hadeln
- Haus am Süderwall, Alten- und Pflegeheim
- DRK-Jugendhilfestation
- Ev.-luth. Kindergarten
- AWO Kindergarten
- Waldorf Kindergarten
- DRK-Kindergarten
- Rettungsdienst Cuxland gGmbH

### Kirchen
- Ev.-luth. St.-Severi-Kirche
- Katholische Heilig-Kreuz-Kirche
- Neuapostolische Kirche

### Sport
- Der TSV Otterndorf v on 1862 mit mehr als 2000  Mitgliedern bietet an:
  - Ballsport: Basketball, Fußball, Handball, Volleyball
  - Rückschlagsport: Badminton, Tennis, Tischtennis
  - Kampfsport: Karate, TôsôX, Ju-Jutsu
  - Turnen auch als Eltern-Kind-Turnen und für Kinder
  - Wassersport: Rudern, Schwimmen, Tauchen
  - Gymnastik: Aerobic und „Drums Alive“, Aroha, deepWork, BewegungssportHERZgruppe, Reha, Yoga
  - Laufsport: Runningteam, Triathlon
  - sowie Bogenschießen, Leichtathletik, Kurse, Pilates, Gesundheits- und Tanzsport
- SC Otterndorf von 1996: Ju-Jutsu, Gesundheitssport
- Sportstätten:
  - Jahnplatz Otterndorf mit 3000 Plätzen, Sophienweg 3
  - Stadthalle Otterndorf, Jahnstraße 4
  - Sporthallen: Schulzentrum Schulstraße 2, Grundschule Cuxhavener Straße 16, Tennishalle Norderteiler Weg 2a
  - Ruderhaus, Beufleth 3

## Wirtschaft, Verkehr und Infrastruktur

### Wirtschaft
Otterndorf ist heute ein beliebter Fremdenverkehrsort und nimmt i. S. der regionalen Raumordnung die Funktion eines Grundzentrums mit mittelzentraler Teilfunktion war. Es befinden sich mehrere Badeseen in Strandnähe, Campingmöglichkeiten, viele Ferienwohnungen und eine Jugendherberge in und um Otterndorf. Die Stadt ist eines der Zentren des Tourismus im sogenannten Cuxland.

### Medien
- In Otterndorf befindet sich der Fernmeldeturm Otterndorf
- In Otterndorf erscheint die Niederelbe-Zeitung, das Lokalblatt für den Altkreis Hadeln
  - Der überregionale Teil dieses Blattes wird von der in Bremerhaven erscheinenden Nordsee-Zeitung übernommen

### Verkehr
Otterndorf liegt an der B 73 Cuxhaven–Hamburg sowie an der Niederelbebahn Cuxhaven–Hamburg-Harburg. Der Bahnhof Otterndorf wurde 1881 eröffnet, er ist heute nur noch Haltepunkt. Der Halt wird von der Verkehrsgesellschaft Start Unterelbe mbH bedient. Eine Omnibusverbindung – von der KVG – wird vom ZOB nach Bremerhaven Hbf angeboten.
Der Bau einer Umgehungsstraße im Süden der Stadt wurde 2007 begonnen, um die Ortsdurchfahrt zu entlasten. Sie wurde am 11. Dezember 2009 eröffnet. In Otterndorf beginnt der Elbe-Weser-Radweg.

### Hafen

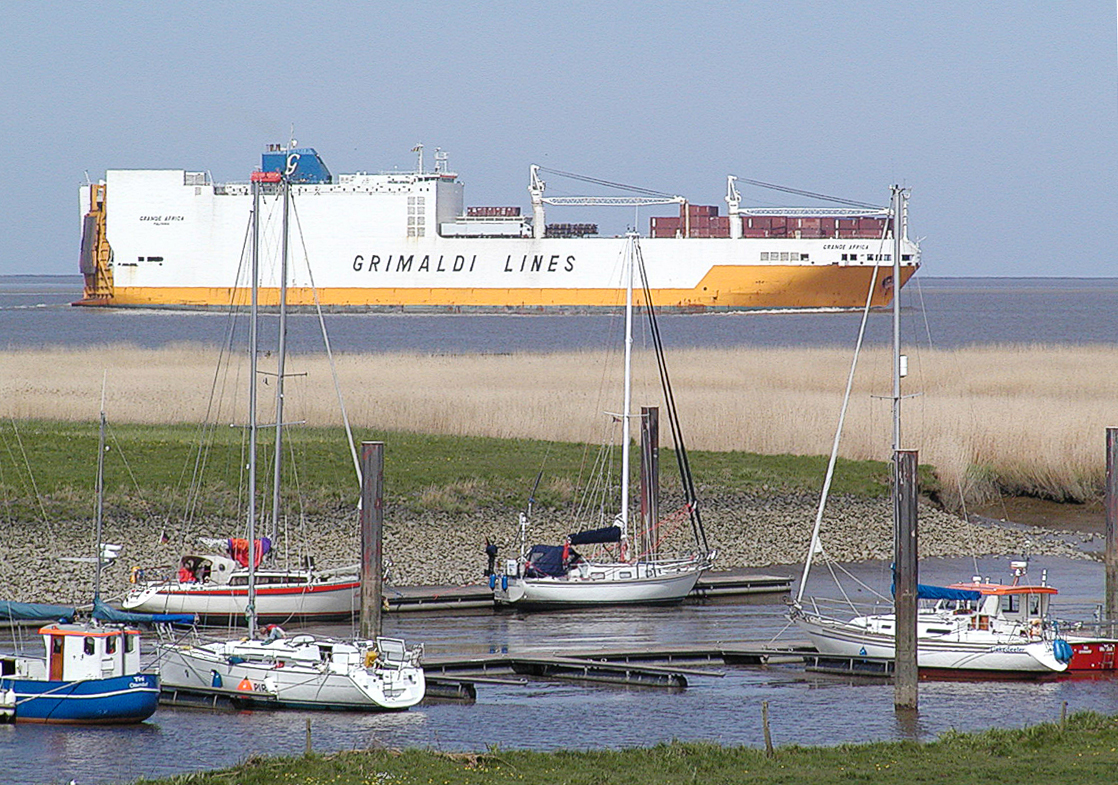
Der Hafen bei Ebbe, er verschlickt zusehends

Der kleine Hafen an der Elbe wird durch die letzte Elbvertiefung zusehends von der Verschlickung bedroht. Seit etwa 1999 verändert sich der Untergrund des Hafens und der Einfahrt. Da der Hafen kaum noch von Fischern genutzt wird, ist die Otterndorfer Seglervereinigung für den Hafen als Sportboothafen zuständig. Eine Ausbaggerung der Zufahrt, um den Stand vor 1999 wiederherzustellen, würde rund 1 Million Euro kosten. Diese Gelder werden allerdings weder vom Land Niedersachsen noch von den Verantwortlichen der Elbvertiefung 1999, dem Wasser- und Schifffahrtsamt Cuxhaven, oder dem von der Hamburger Wirtschaftsbehörde (entspricht dem Wirtschaftsministerium in Flächenländern) ins Leben gerufenen und 2007 von der Hansestadt auf 10 Millionen Euro aufgestockten sogenannten „Schlickfonds“ getragen.
Schlickfonds
Der Schlickfonds wurde ins Leben gerufen, um den etwa 80 Sportboothäfen links und rechts der Elbe auf hamburgischem, niedersächsischem und schleswig-holsteinischem Gebiet bei der Beseitigung plötzlich auftretender Verschlickung zu helfen. Die drei Anrainerländer sollten insgesamt 15 Millionen Euro je zu einem Drittel einzahlen. Mit errechneten 300.000 bis 400.000 Euro jährlichen Zinserträgen könnten so verschiedenen Maßnahmen unterstützt werden.

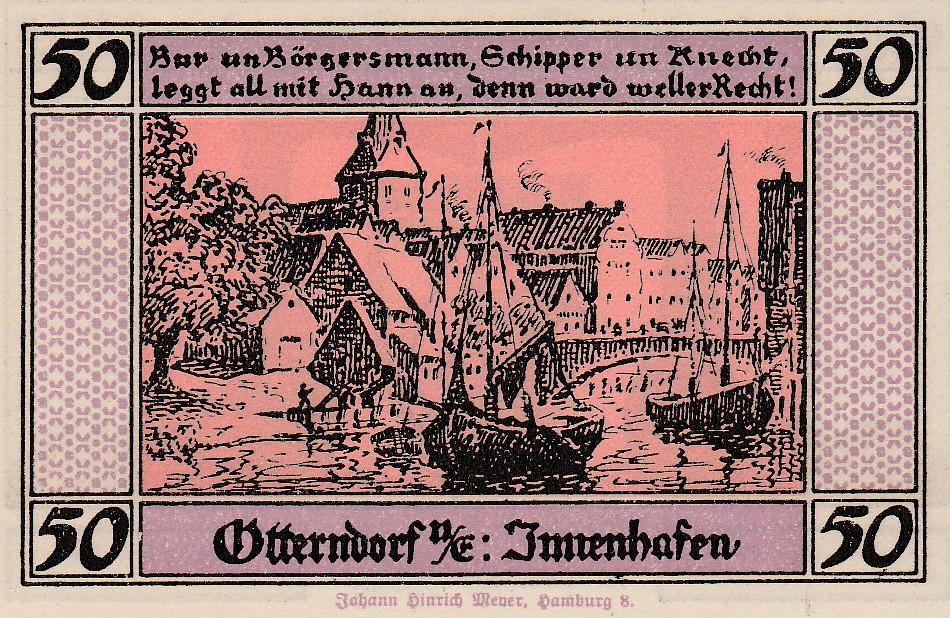
Der Innenhafen von Otterndorf, auf einem Notgeldschein von 1920

Für den Otterndorfer Hafen sind keine Gelder vorgesehen, da es sich in diesem speziellen Fall nicht nur um Schlickablagerungen, sondern auch um eine Versandung handele, die nichts mit der Vertiefung zu tun habe. Die nun stärkere Strömung im Bereich Otterndorf trägt nicht nur das Otterndorfer Watt im Bereich des Erholungsgebiets „See achtern Diek“ ab, sondern auch den beim Bau des neuen Deichs gleich mit aufgespülten Sandstrand in diesem Gebiet sowie den Sanduntergrund der Fahrrinne. Dieses Sand-Schlick-Gemisch aus dem Hafengebiet zu entfernen würde, nach Erreichen des Stands von vor 1999, etwa 20.000 Euro jährlich kosten. Dieses Geld kann vom Seglerverein nicht aufgebracht werden. Deshalb ist eine weiter steigende Gefährdung der Sportschifffahrt in Otterndorf in Zukunft nicht ausgeschlossen. Zum Vergleich: Der aus 53 Vereinen bestehenden Hamburger Yachthafengemeinschaft entstehen jährlich Baggerkosten von rund 150.000 Euro.

### Schöpfwerk

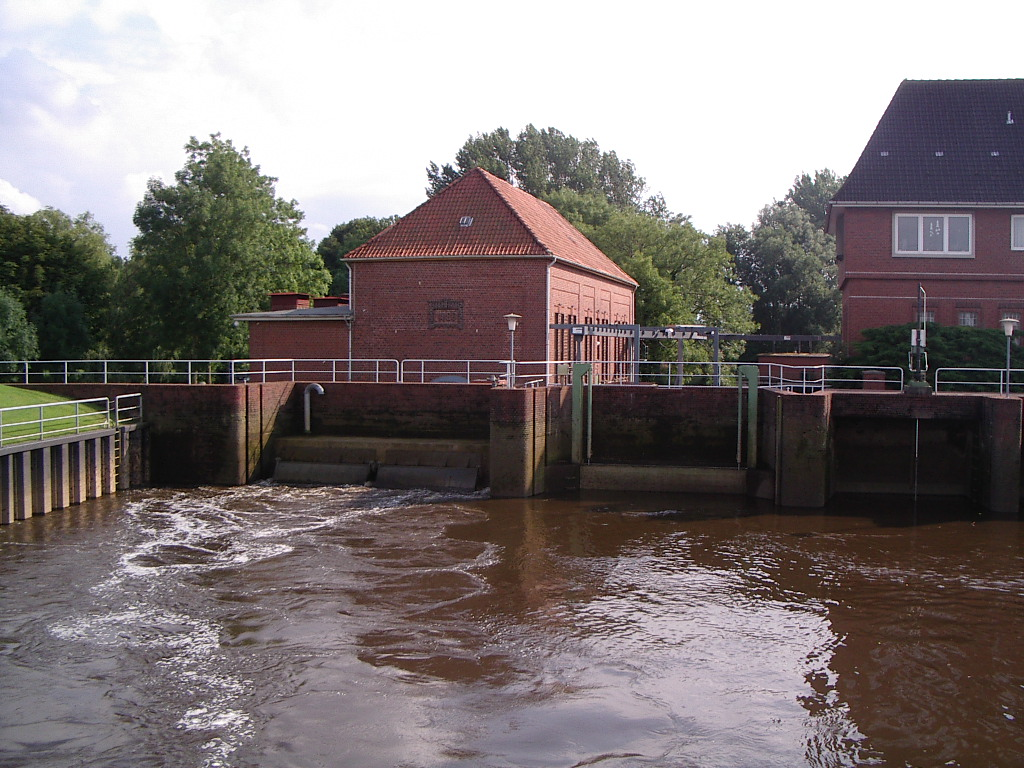
Otterndorfer Schöpfwerk

Vor 1850 wurden das gesamte Land Hadeln sowie das Amt Bederkesa nur durch den Fluss Medem entwässert. Besonders das unterhalb des Meeresspiegels liegende Hadler Sietland hatte in den regenreichen Monaten große Probleme mit dem Wasser. Um 1853 wurde der Entwässerungskanal gebaut, siehe: Geschichte von Hadeln und Wursten. Nun floss das Wasser zwar schneller ab, da aber das Sietland noch immer der tiefste Punkt war, hatten die anderen, höher gelegenen Gebiete den Vorteil der schnellen natürlichen Entwässerung. 1928 wurde das Schöpfwerk Otterndorf gebaut. Es verfügt über die größte Kreiselpumpe Europas. Mit einem Durchmesser von 4,40 m ist sie als Einzelpumpe in Europa unübertroffen (Stand 1980).

### Leuchtfeuer Otterndorf

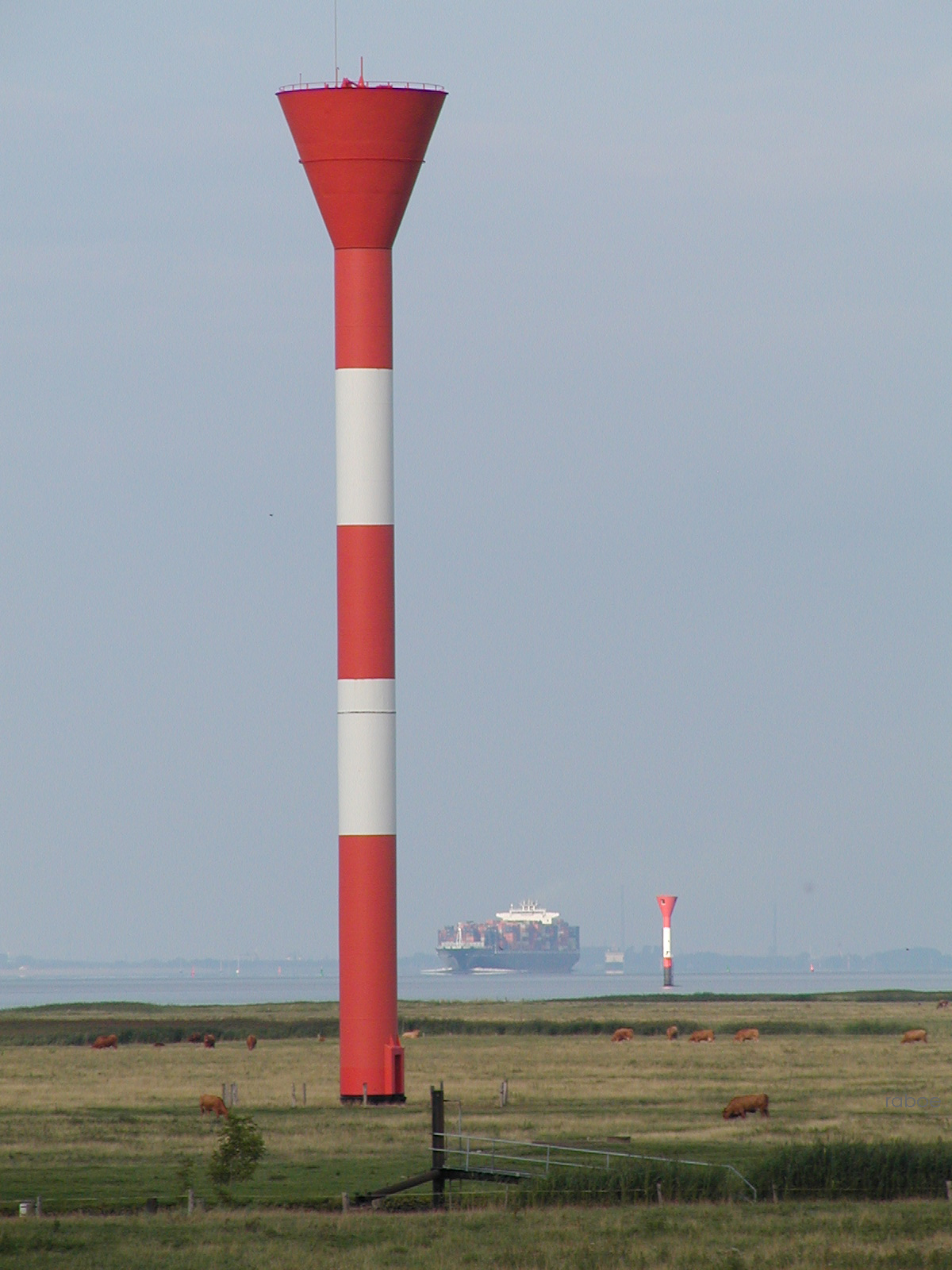
Ober- und Unterfeuer

Zur Leuchtbefeuerung der Elbe und der Nordsee gehören auch die Leuchttürme in Otterndorf. 1917 wurde das erste Mal ein Leuchtfeuer bei Otterndorf entzündet. 1936 wurde ein Neubau erstellt, der 1973 im Zuge der Umgestaltung der Richtfeuerlinie wieder abgerissen wurde. Die heutige so genannte Richtfeuerlinie besteht aus einem Unterfeuer Otterndorf, gleichzeitig Unterfeuer Belum, einem dünnen, rot-weiß gestreiften und 25 Meter hohen Turm mit einem umgedrehten Kegeldach. Das Oberfeuer Otterndorf ist von gleicher Bauart, aber 52 Meter hoch und steht 2660 Meter entfernt. Beide Leuchttürme sind 18 Seemeilen weit zu sehen.

### Glameyer-Stack

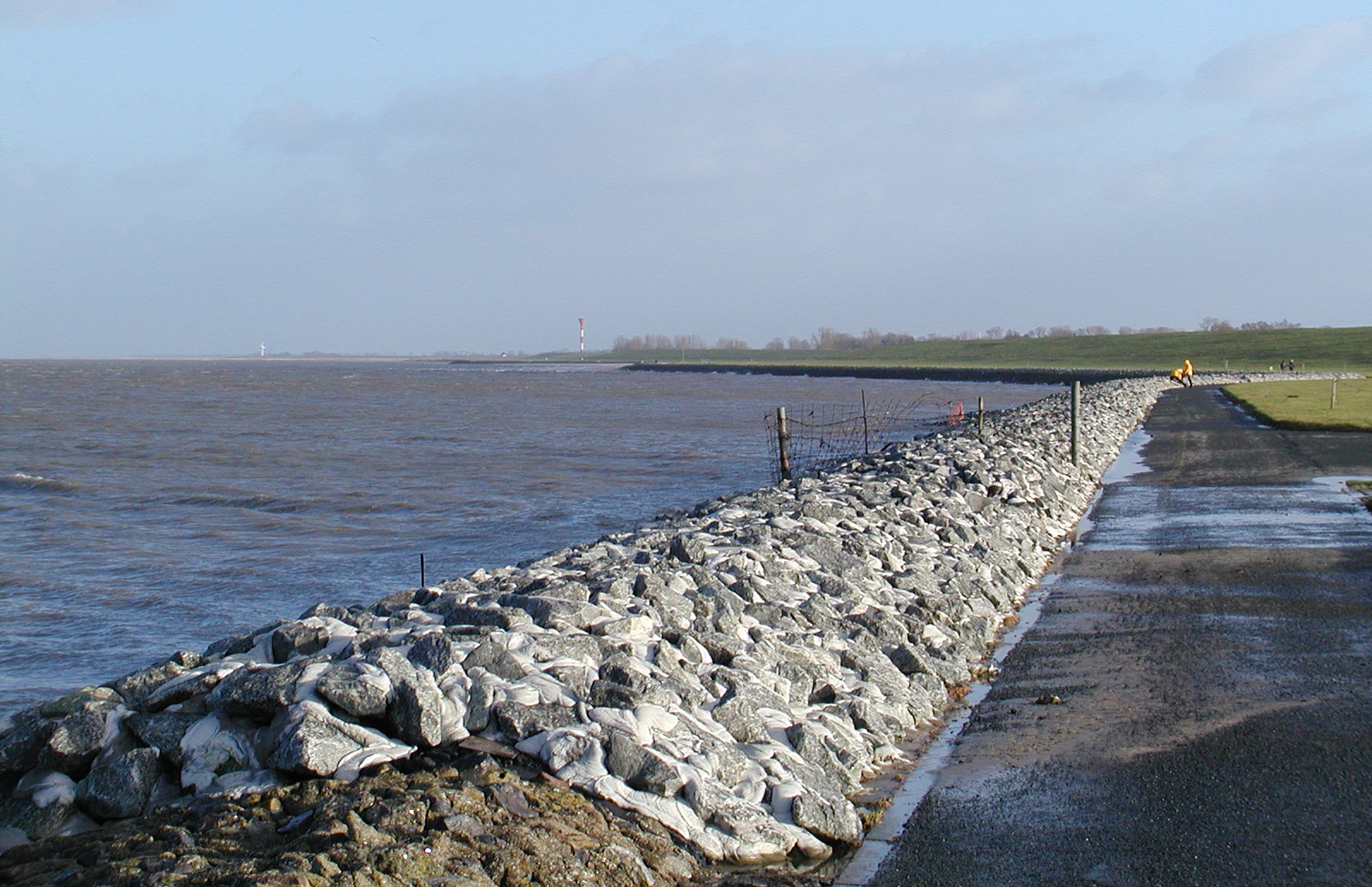
Otterndorf Glameyer-Stack

Der Deichabschnitt im Stadtteil Müggendorf wird als Schwachpunkt zwischen Cuxhaven und Otterndorf gesehen. Bei einer starken Sturmflut in der südlichen Nordsee droht besonders dort ein Deichbruch.

## Sagen und Legenden
- Das Kranichhaus
- Das Schwert zu Otterndorf
- Die verzauberte Gouvernante
- Die Wurstmühle
- Der Schinkenhof
- Der Totentanz
- Das Geisterschiff
- Das kupferne Siel

## Persönlichkeiten

### Ehrenbürger
- 1922: Friedrich Bayer, Landrat des Kreises Land Hadeln 1897–1928
- 1926: Otto Hencke (1865–1928), Bürgervorsteher und Senator
- 1950: Hinrich-Wilhelm Kopf (1893–1961), Politiker (SPD), Landrat des Kreises Land Hadeln 1928–1932 und erster Ministerpräsident des Landes Niedersachsen
- 1967: Richard Tiensch (1892–1971), Rektor und Heimatforscher in Otterndorf
- 2018: Hermann Gerken (1931–2024), Bürgermeister der Stadt Otterndorf von 1972 bis 2011, seit 2011 Ehrenbürgermeister der Stadt Otterndorf

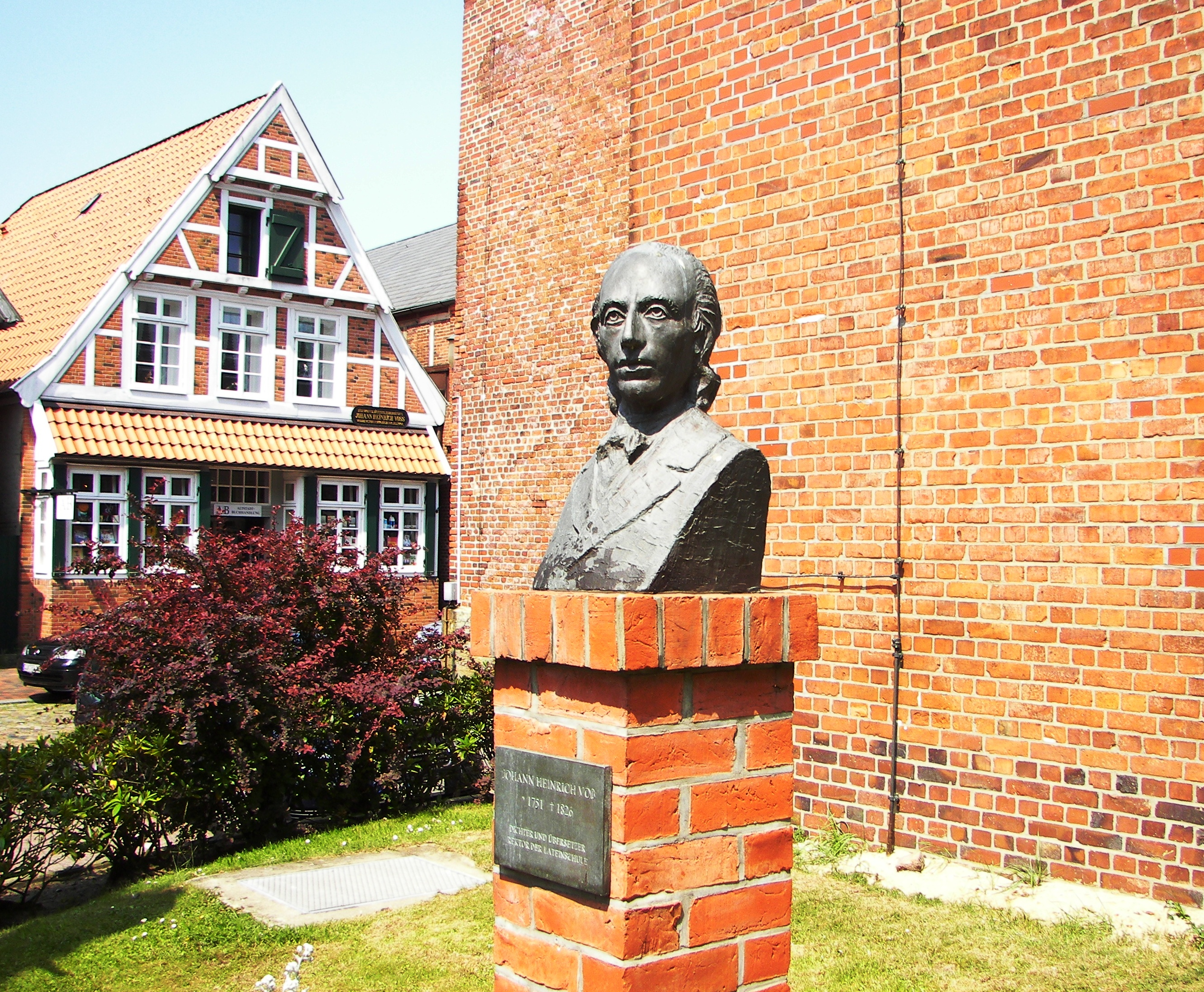
Büste von Johann Heinrich Voß des Bildhauers Frijo Müller-Belecke, im Hintergrund rechts das Johann Heinrich Voß Haus

### Ehrenringträger
Der Ehrenring der Stadt Otterndorf ist die höchste Auszeichnung, die die Stadt Otterndorf verleiht.
- Carl Bortfeldt
- Werner Seidensticker
- Johann Pieper
- Erna Kayser
- Hermann Gerken
- Herbert Huster
- Gerhard Schneider
- Jürgen H. Th. Prieß
- Hans-Volker Feldmann
- Heiko Völker
- Vera Dieckmann
- Klaus Staudt

### Söhne und Töchter der Stadt
- Christoph Schwanmann (1569–1653), Hofbeamter, Jurist und Dichter
- Johann Hinrich Klapmeyer (1724–1792), Orgelbauer
- Christoph Lange (1776–1849), Landschöffe in Westerende Otterndorf, Stifter der Volksschulen Müggendorf und Schmeelweg, nach ihm ist die örtliche Christoph-Lange-Straße benannt[30]
- Heinrich Voß (1779–1822), Philologe und Übersetzer. Von 1806 bis zu seinem Tod Professor der griechischen und lateinischen Literatur an der Universität Heidelberg
- Georg Wilhelm Reye (1813–1885), Kaufmann und Mitglied der Hamburgischen Bürgerschaft
- Adolf Goetze (1837–1920), Verwaltungsjurist
- Robert Dohrmann (1850–1932), Unternehmer
- Ehler Behring (1865–1918), Admiral der deutschen Kaiserlichen Marine
- Carl Willecke (1886–1946), Ministerialbeamter, Präsident des Reichswirtschaftsgerichts
- Helmuth Friedrichs (1899–1945), SS-Führer, Oberbefehlsleiter in der Parteikanzlei der NSDAP und Mitglied des Reichstags
- Otto Prieß (1902–1956), Soldat und Wehrmachtsbeamter (Oberstabsintendant), Stadtdirektor von Otterndorf (1946–1956)
- Anita Düvel (1903–1976), Schauspielerin
- Gert von der Osten (1910–1983), Generaldirektor der Kölner Museen
- Franz von Klenck (1927–1958), Jazz- und Unterhaltungsmusiker
- Klaus Staudt (* 1932), Maler
- Michael Hahn (1941–2014), Indologe und Tibetologe
- Reent Reins (* 1943), Schauspieler, Hörspiel- und Synchronsprecher
- Achim Duchow (1948–1993), Maler, Bildhauer und Fotograf
- Claus Johannßen (* 1953), Politiker (SPD), Mitglied des Niedersächsischen Landtages 2003–2008, Bürgermeister in Otterndorf (2011–2016) und seit 2021
- Burkhardt Müller-Sönksen (* 1959), Jurist und Politiker (FDP)
- Kirsten Muster (* 1960), Politikerin (AfD -Die blaue Partei- WerteUnion)
- Ingo Hoppe (* 1968), Moderator
- Olaf Satzer (* 1970), Schlagzeuger, Musikpädagoge und Romanautor
- Claudia Tietje (1973–2013), Politikerin (SPD)
- Thorsten Schriever (* 1976), Fußballschiedsrichter
- Tiemo Wölken (* 1985), Politiker (SPD) und Mitglied des Europäischen Parlaments.
- André Hahn (* 1990), Fußballspieler

### Personen, die mit Otterndorf in Verbindung stehen
- Elisabeth von Braunschweig-Wolfenbüttel (1567–1618), Gräfin von Holstein-Schauenburg und Herzogin von Braunschweig-Harburg
- Antonius Wilde (vor 1575–um 1618), Orgelbauer  in Otterndorf
- Jürgen Heydtmann (1627–1671), bekannter Bildschnitzer seiner Zeit (1660)
- Johann Heinrich Voß (1751–1826), Übersetzer und Philologe
- Gustav von der Osten (1866–1923), Gymnasialdirektor, „Männer vom Morgenstern“
- Carl Langhein (1872–1941), Maler, Grafiker und Professor
- Albert de Badrihaye (1880–1976), flämischer Maler/Grafiker, Professor, Heraldiker
- Raimund Hirsch (1887–1975), Steinmetz, Gewerkschafter, Kommunist, lebte von 1909 bis zu seinem Tode in Otterndorf[31]
- Arthur Mertins (1898–1979), SPD, 1930 und von März bis Juni 1933 Reichstagsabgeordneter (Tilsit). Direkt gewählter Abgeordneter des Deutschen Bundestages im Wahlkreis Cuxhaven-Hadeln-Wesermünde 1949–1953
- Wilhelm Heidsiek (1888–1944), NS-Widerstandskämpfer. Der SPD-Politiker gehörte ab Mai 1933 bis zum Verbot der SPD im Juni 1933 als Vertreter Cuxhavens der Hamburgischen Bürgerschaft an.[32]
- Julie Kähler, geb. Gottschalk (1888–1957), Jüdin die zum evangelischen Glauben übertrat, Küsterin der St.-Severi-Kirche (1941–1947)[33]
- Elisabeth Rühmkorf (1895–1989), Mutter von Peter Rühmkorf
- Johann Pieper (1903–1985), Politiker (SPD), MdL
- Heiko Völker (* 1943), Vorstandsmitglied und Schriftführer der Männer vom Morgenstern, seit 1990 Ortsheimatpfleger von Otterndorf[34]
- Daniel Schneider (* 1976) Bundestagsabgeordneter (SPD) direkt gewählt 2021–2025
- Lena Petermann (* 1994), Fußballspielerin, spielte in der Jugend für den TSV Otterndorf

### Stadtschreiber

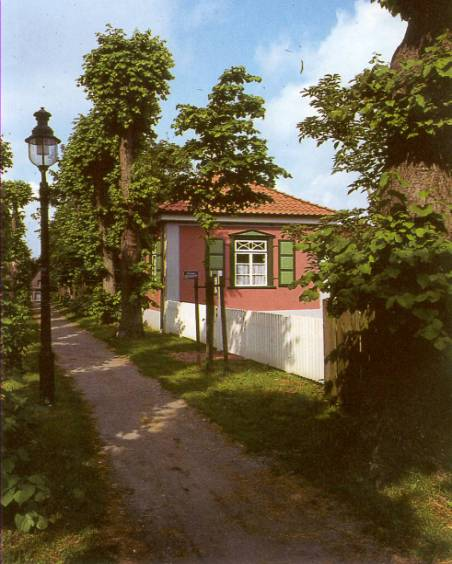
Sommerdomizil der Stadtschreiber am Süderwall

Otterndorf schreibt seit 1985 jedes Jahr ein Stipendium für einen sogenannten Stadtschreiber aus, der sowohl Stadtschriften als auch eigene Werke verfasst. Folgende Stadtschreiber gab es bisher in Otterndorf:
- 1985: Manfred Hausin (* 1951) / Göttingen
- 1986: Manfred Böckl (* 1948) / Lappersdorf, Regensburg
- 1987: Giovanni Nadiani / Reda, Italien
- 1988: Renate Axt (1934–2016) / Darmstadt
- 1989: Ludwig Fels (1946–2021) / Wien
- 1990: Bernhard Lassahn (* 1951) / Hamburg
- 1991: Norbert Ney (* 1951) / Hamburg
- 1992: Helga Lippelt (* 1943) / Düsseldorf
- 1993: Herbert Friedmann (1951–2019) / Darmstadt
- 1994: Tom Crepon (1938–2010) / Lübeck
- 1995: Walter Laufenberg (* 1935) / Mannheim
- 1996: Mario Giordano (* 1963) / Hamburg
- 1997: Peter Roos (* 1950) / Wien, Marktheidenfeld a. M.
- 1998: Silke Andrea Schuemmer (* 1973) / Aachen
- 1999: Martin Betz (* 1964) / Berlin
- 2000: fünf ehemalige Stadtschreiber für je einen Monat (Mario Giordano, Walter Laufenberg, Tom Crepon, Renate Axt, Bernhard Lassahn)
- 2001: Britta C. Dunker (* 1968) / Kiel
- 2002: Frank Goyke (* 1961) / Berlin
- 2003: Till Sailer (* 1942) / Bad Saarow, Brandenburg
- 2004: Anna Langhoff (* 1965) / Berlin
- 2005: Verena Liebers (* 1961) / Bochum
- 2006: Ariane Grundies (* 1979) / Berlin
- 2007: Hartmut Lohmann / Bochum
- 2008: Renate Schoof (* 1950) / Köln
- 2009: Inés Burdow (* 1973) / Berlin
- 2010: Ivette Vivien Kunkel (* 1979) / Witten
- 2011: Finn-Ole Heinrich (* 1982) / Hamburg
- 2012: Alexander Häusser (* 1960) / Hamburg
- 2013: Boris Preckwitz (* 1968) / Berlin
- 2014: Uwe Kolbe (* 1957) / Hamburg
- 2015: Artur Dziuk (* 1983) / Berlin
- 2016: Rolf Ackermann (1952–2016) / Duisburg
- 2017: Andrea Hensgen (* 1959) / Frankfurt am Main
- 2018: Anja Seelke (* 1969) / Stade
- 2019: Marie-Alice Schultz (* 1980) / Hamburg
- 2020: Massum Faryar (* 1959) / Berlin
- 2021: Almut Tina Schmidt (* 1971) / Wien
- 2022: Alexandra Stahl (* 1986) / Berlin
- 2023: Daniele Palu (*) / Hamburg
- 2024: Wegen Renovierung des Gartenhauses am Süderwall wurde kein Stipendium vergeben[35]
- 2025, Juni: Inés Burdow (* 1973) / Berlin[36]
- 2025, Juli: Daniele Palu / Hamburg
- 2025, August: Alexander Häusser / Hamburg

## Publikationen im Niederdeutschen Heimatblatt
- Rudolf Lembcke: Hadelns Landrat Alexander Sostmann und seine Zeit: Vom Welfenroß zum Preußenadler. Jahrbuch der Männer vom Morgenstern 61 (1982), S. 241–283.
- Heiko Völker: Otterndorf – eine geschichtliche Übersicht. Der Tagungsort des Weser-Elbe-Heimattags stellt sich vor. In: Männer vom Morgenstern, Heimatbund an Elb- und Wesermündung e. V. (Hrsg.): Niederdeutsches Heimatblatt. Nr. 809. Nordsee-Zeitung GmbH, Bremerhaven Mai 2017, S. 1–3 (Digitalisat [PDF; 7,1 MB; abgerufen am 16. Juli 2019]).
- Heiko Völker: Herrschaftliche Höfe im Landkreis Hadeln. Der herrschaftliche Osterhof in Otterndorf. In: Männer vom Morgenstern, Heimatbund an Elb- und Wesermündung e. V. (Hrsg.): Niederdeutsches Heimatblatt. Nr. 812. Nordsee-Zeitung GmbH, Bremerhaven August 2017, S. 2–3 (Digitalisat [PDF; 8,1 MB; abgerufen am 13. Juli 2019]).
- Heiko Völker: Unruhige Zeiten für die Bevölkerung. Kriegsende und Novemberrevolution im Land Hadeln. In: Männer vom Morgenstern, Heimatbund an Elb- und Wesermündung e. V. (Hrsg.): Niederdeutsches Heimatblatt. Nr. 828. Nordsee-Zeitung GmbH, Bremerhaven Dezember 2018, S. 1–2 (Digitalisat [PDF; 3,1 MB; abgerufen am 5. Juli 2019]).